# 天才てれびくんMAX
天才てれびくんMAX（てんさいてれびくんマックス）は、2003年4月7日から2011年4月7日までNHK教育テレビで放送されていたテレビ番組。

## 概要
『天才てれびくん』のテレビ番組第3作、放送開始11年目から18年目のシリーズにあたる。
2007年4月6日から2010年3月26日までの金曜日には『天才てれびくんMAX ビットワールド』が放送された。

## 年度別詳細
- 2003年度：2003年04月07日 - 2004年04月01日
- 2004年度：2004年04月05日 - 2005年03月31日
- 2005年度：2005年04月04日 - 2006年03月30日
- 2006年度：2006年04月03日 - 2007年03月29日
- 2007年度：2007年04月02日 - 2008年03月27日
- 2008年度：2008年03月31日 - 2009年03月26日
- 2009年度：2009年03月30日 - 2010年03月25日
- 2010年度：2010年03月29日 - 2011年04月07日

## ストーリー
シリーズ11年目の2003年度、『MAX』への改題とともに過去10年間のストーリーとの関連はリセットされた。『MAX』前半の4年間は同一司会者（TIM）であるが、舞台設定は毎年変更された（2006年度は2005年度の500年後の設定）。2004年度から2008年度までは舞台設定に合わせて司会者やてれび戦士たちが2つのチーム（2008年度では3つ）に分けられた（司会者はそのチームのリーダーという設定）。
『MAX』初年度（2003年度）のプロローグではてれび戦士が「天てれ学園小・中学校」の児童・生徒として登場する（放送は2分15秒でHK学園にワープする）。奇しくも『MAX』最終年度（2010年度）の舞台設定は「天てれ学園」である。
| 年度 | 世界観                 | ストーリー連動ドラマ   |
| ---- | ---------------------- | ---------------------- |
| 2003 | ハイパーキングダム学園 | こちらHK学園笑芸部!    |
| 2004 | プラズマ界             | ドラマ プラズマ界      |
| 2005 | ユゲデール王国         | ユゲデール物語         |
| 2006 | ユゲデール王国         | 新ユゲデール物語       |
| 2007 | ナンダーMAX            | 大迷宮冒険記           |
| 2008 | ナンダーMAX            | 日付変更船プッカリーノ |
| 2009 | 高層ビルの屋上         |                        |
| 2010 | 天てれ学園             |                        |

## スタッフ
- 構成 - 内海邦一（2003年度 - 2006年度）、丸山智子（2003年度）、小笠原英樹（2004年度）、中井まろやか（2004年度 - 2006年度）、アサダアツシ（2009年度 - 2010年度）
- 美術 - 浦野康介（2003年）、田部貢市（2009年度）、山本亨二（2010年度）
- 美術監督 - 宮前光春（2000年）
- タイトル制作 - 北村圭司郎（2004年）、浦野康介、大島純（2005年）、北村圭司郎、ROF+YORI、平川淳士（2006年）、東哲、rof + moi（2007年）、小野修、鈴木真（2008年）、丹羽直樹（2009年）
- タイトルCG制作 - ロマのフ比嘉（2010年度）
- タイトル振り付け - 振付稼業air:man（2010年度）
- 編集 - 鵜飼美佳（2003年）
- 映像デザイン - 太田知宏（2003年度 - 2004年度）、中田一則（2003年度）、高瀬章一（2003年度）、高橋賢次（2003年度）、河野健二朗（2003年度）、杉山聡（2003年度）、藤原雄（2004年度）、関口寛子、伊原玄一（2006年 - 2008年）、甘楽大輔（?）
- 音響効果 - 安田桂一（2003年度 - 2006年度）、松井慎介（2007年）、塚田大（2008年度 - 2010年度）
- キャラクターデザイン - 大久保亞夜子（2005年 - 2008年）
- 衣装 - 宮下由子（2003年度 - 2004年度）
- CG制作 - 石田英範（2003年度）、伊原玄一（2005年度 - 2006年度）、小澤真毅（2005年度）、小川栄視（2005年度）、小室泰樹（2009年度 - 2010年度）、改裕介（2009年度 - 2010年度）
- ディレクター - 村上貴英、三好健太郎、坂田淳、石川慶、高﨑健太、神原一光
- 制作統括 - 中澤俊哉（2003年度 - 2005年度）、大谷聡（2006年度 - 2007年度）、大石淳（2008年度 - 2010年度）、山田淳（2010年度）
- 制作協力 - オフィスクレッシェンド（2003年度 - 2008年度）、IVSテレビ制作（2009年度 - 2010年度）
- NHK制作担当
  - 青少年・こども番組部（2003年度 - 2008年度）
  - 青少年・教育番組部（2009年度 - 2010年度）

## 音楽
| 年度 | 主題歌                                   |
| ---- | ---------------------------------------- |
| 2003 | good day                                 |
| 2004 | プラズマ回遊                             |
| 2005 | 未来はジョウキゲン                       |
| 2006 | ダンゼン!未来                            |
| 2007 | 約束の場所へ〜シークレッツ・ユートピア〜 |
| 2008 | セカイをまわせ!〜ぼくらのカーニバル〜    |
| 2009 | Happy★Life                               |
| 2010 | セカイカラー☆LOVE!                       |

## 2009年度 番組情報
『天才てれびくん』の第8代総合司会、放送開始17年目のシリーズ。番組の対象年齢は小学生と中学生。

### 世界観
舞台は高層ビルの屋上。「現実世界とテレビの中の世界との境界線に存在する面白い番組を発信する広場」となっており、『MAX』になって初めて「てれび戦士が面白い番組作りをする」というコンセプトが復活した。舞台設定の公式名称は発表されないままだった。

### 番組詳細
- 放送期間：2009年3月30日 - 2010年3月25日
- 放送時間：月曜 - 木曜 18:20 - 18:54（34分）

| タイトル                         | 備考        |
| -------------------------------- | ----------- |
| Happy★Life                       | 番組主題歌  |
| エンディングMTK                  | 音楽        |
| ウキウキ木曜!                    | 木曜生放送  |
| ミラクルシャッター               | 月曜ドラマ  |
| ゴルフBOY                        | 月曜ドラマ  |
| よみきりっ!                      | 月曜ドラマ  |
| 天てれ9分劇場                    | 火曜ドラマ  |
| おしかけ歌謡ショー               | 月曜 - 水曜 |
| 戦士取調室                       | 月曜        |
| ガールズ通信社                   | 月曜        |
| 魁!男一番塾                      | 月曜        |
| エンタの王道〜楽して学ぼう〜     | 月曜        |
| MTK全国オーディション            | 火曜        |
| スーパーディスクシューター       | 火曜        |
| 女子セパタクロー部               | 火曜        |
| 天てれサーカス部                 | 火曜        |
| 特命!天てれ調査隊                | 火曜        |
| スミッコのてれび戦士調査隊       | 火曜        |
| 全国緊急ボランティア48!          |             |
| アベコーLAND                     | 水曜        |
| スミッコの反省部屋               | 1学期       |
| 街角ガチブリショー               | ミニ        |
| てれび戦士1分勝負!               | ミニ        |
| 2009年度 短期企画                |             |
| Dreaming〜時空をこえる希望の歌〜 | イベント    |
| ABUアジア子どもドラマシリーズ    | 関連番組    |

### 総合司会
- 照英
- 西山茉希
- スミッコ（演：にしおかすみこ）
最新メイド型ロボット

### ウキウキベース
「ウキウキ木曜!」2009年度の設定。秘密基地「ウキウキベース」。
- ハリセンボン
  - 近藤春菜（こんどん）
  - 箕輪はるか（みのぽー）

### てれび戦士 2009年度
エンドクレジット記載順
| てれび戦士               | 学年    |
| ------------------------ | ------- |
| 笠原拓巳                 | 中学2年 |
| 武田聖夜                 | 中学2年 |
| 千葉一磨                 | 中学2年 |
| 長谷川あかり             | 中学2年 |
| 藤井千帆                 | 中学2年 |
| 荒木次元                 | 中学1年 |
| 加藤ジーナ               | 中学1年 |
| 齊藤稜駿                 | 中学1年 |
| 重本ことり               | 中学1年 |
| 鈴木美知代               | 中学1年 |
| 鍋本帆乃香               | 中学1年 |
| 脇菜々香                 | 中学1年 |
| メロディー・チューバック | 中学1年 |
| 伊藤元太                 | 小学6年 |
| 中村あやの               | 小学6年 |
| 平田真優香               | 小学6年 |
| 水本凜                   | 小学6年 |
| 渡辺青來                 | 小学6年 |
| 上妻成吾                 | 小学5年 |
| 木村遼                   | 小学5年 |
| 鈴木純一朗               | 小学5年 |
| 鎮西寿々歌               | 小学5年 |
| 長江崚行                 | 小学5年 |
| 白坂奈々                 | 小学4年 |

## 天てれ部活動
『天才てれびくんMAX』の長期挑戦企画。てれび戦士が部活動を結成して目標へ向かって挑戦していく姿を放送する。
| 年度 | 部活動                       |
| ---- | ---------------------------- |
| 2006 | 天てれ女子一輪車部           |
| 2006 | 天てれ冒険部                 |
| 2007 | 天てれダブルダッチ部         |
| 2007 | 天てれラテンダンス部         |
| 2008 | 熱血!!漫才部                 |
| 2009 | 女子セパタクロー部           |
| 2009 | 天てれサーカス部             |
| 2010 | 天てれ男子ライフセービング部 |
| 2010 | 天てれチアリーディング部     |

## 放課後コロシアム
放課後コロシアム（AFTER SCHOOL COLOSSEUM）は、2006年度 - 2008年度に放送されたコーナー。

### 概要
当コーナーに応募した同じ学校の視聴者6人と、てれび戦士1人の計7名がチームを組み、後述の競技を行う。
出演てれび戦士は2006年度は1日ごとに交代していたが、2007年度以降は1週間通して同じ戦士が出演するようになった。
競技前には、戦士が1人で学校周辺の名所や名物を紹介する。
始めに練習をした後、本番に入る。本番ではいずれの競技も3回まで挑戦が認められる。ただし、1回でもゴールするとそれが記録として見なされるため、たとえその記録に満足できなくても再挑戦は認められない。3回アウトになると記録なしとなる。
- 出典：[1]

### ロープダッシュ20
2006年度1学期放送。長縄跳びを1本用いて行う競技。縄跳び回し手2人、跳ぶ者5人で行う。
回跳跳跳跳跳回
回=回し手、跳=跳ぶ者
上のように並び、走り跳びをしながら20M先のゴールに着くまでのタイムを競う。回し手がロープを放してしまったり、跳ぶ者がロープに引っ掛かった場合はアウトになる。
| 2006年  | 記録   | 小学校                                  | てれび戦士   |
| ------- | ------ | --------------------------------------- | ------------ |
| 4月03日 | なし   | ジョーキマホーンズ                      | [ 注 1 ]     |
| 4月03日 | 09秒85 | スチームナイツ                          | [ 注 2 ]     |
| 4月04日 | 06秒96 | 長崎県 長崎市立女の都小学校             | 洸太レイシー |
| 4月05日 | なし   | 大阪府 河南町立白木小学校               | 藤本七海     |
| 4月10日 | 06秒26 | 京都府 京都市立乾隆小学校               | 髙橋郁哉     |
| 4月11日 | 10秒21 | 大阪府 松原市立恵我小学校               | 伊倉愛美     |
| 4月17日 | 05秒77 | 宮崎県 串間市立福島中学校               | 笠原拓巳     |
| 4月18日 | 07秒77 | 宮崎県 宮崎市立大淀小学校               | 篠原愛実     |
| 4月19日 | 04秒41 | 熊本県 熊本市立西原小学校               | 藤田ライアン |
| 4月24日 | 06秒02 | 埼玉県 越谷市立東越谷小学校             | 千秋レイシー |
| 4月25日 | 06秒14 | 茨城県 つくば市立竹園西小学校           | 加藤ジーナ   |
| 5月08日 | 05秒59 | 福島県 大玉村立大山小学校               | 川﨑樹音     |
| 5月09日 | 05秒00 | 静岡県 熱海市立第二小学校               | 千葉一磨     |
| 5月10日 | 06秒85 | 静岡県 三島市立錦田小学校               | 木村遼希     |
| 5月15日 | なし   | 広島県 広島市立白島小学校               | 細川藍       |
| 5月16日 | 04秒87 | 岡山県 瀬戸町立江西小学校               | 木内梨生奈   |
| 5月22日 | 04秒56 | 兵庫県 三木市立志染小学校               | 小関裕太     |
| 5月23日 | なし   | 東京都 葛飾区立飯塚小学校               | 日向滉一     |
| 5月24日 | なし   | 福岡県 福岡市立多々良小学校             | 渡邊エリー   |
| 5月29日 | 06秒25 | 東京都 足立区立舎人第一小学校           | 細田羅夢     |
| 5月30日 | なし   | 福岡県 古賀市立古賀西小学校             | 永島謙二郎   |
| 6月12日 | 05秒05 | 東京都 東村山市立萩山小学校             | 一木有海     |
| 6月13日 | 05秒09 | 東京都 立川市立第九小学校               | 大木梓彩     |
| 6月14日 | 06秒10 | 茨城県 土浦市立乙戸小学校               | 橋本甜歌     |
| 6月19日 | 04秒65 | 静岡県 沼津市立香貫小学校               | バーンズ勇気 |
| 6月20日 | 04秒61 | 静岡県 伊豆の国市立大仁小学校田中山分校 | 木内江莉     |
| 6月26日 | 05秒10 | 新潟県 新潟市立大通小学校               | 藤本七海     |
| 6月27日 | 05秒74 | 福岡県 八女市立上妻小学校               | 日向滉一     |
| 6月28日 | 04秒72 | 熊本県 八代市立高田小学校               | 渡邊エリー   |
| 7月03日 | 07秒01 | 神奈川県 横浜市立本町小学校             | 細川藍       |
| 7月04日 | 05秒42 | 神奈川県 川崎市立下小田中小学校         | 永島謙二郎   |
| 9月06日 | 04秒61 | 青森県 八戸市立青潮小学校               | 大木梓彩     |
| 9月06日 | 04秒92 | 奈良県 奈良市立伏見南小学校             | 木内梨生奈   |
| 9月06日 | 05秒11 | 岡山県 倉敷市立第ニ福田小学校           | バーンズ勇気 |
| 9月06日 | 05秒31 | 山梨県 南アルプス市立櫛形北小学校       | 細田羅夢     |
| 9月06日 | 04秒61 | 大阪府 大阪市立東中川小学校             | 小関裕太     |
| 9月06日 | 04秒44 | 宮城県 角田市立桜小学校                 | 木村遼希     |
| 9月06日 | 04秒22 | 熊本県 熊本市立西原小学校               | 藤田ライアン |

### うまとびパス7
2006年度2学期放送。ボールを1つ使い行う。スタートと同時に1人のプレイヤーがボールを持って馬の体制になる。その馬を後続のプレイヤーは跳び、跳んだ後そのプレイヤーも馬になり、隣のプレイヤーから手渡しでボールを受け取る。ボールを渡したプレイヤーは、自分以外の全てのプレイヤーが跳び終わったら馬の体制を解除し、馬跳びをする側にまわる。この繰り返しで、ボールを15M先のゴールに置くまでのタイムを競う。ボールを落としたり、渡す際、投げて渡した場合はアウトとなる。
| 2006年   | 記録   | 小学校                          | てれび戦士   |
| -------- | ------ | ------------------------------- | ------------ |
| 09月11日 | 44秒01 | てれび戦士                      | [ 注 3 ]     |
| 09月12日 | 33秒93 | 北海道 中富良野町立宇文小学校   | バーンズ勇気 |
| 09月18日 | 51秒93 | 北海道 札幌市立ひばりが丘小学校 | 千葉一磨     |
| 09月19日 | 40秒04 | 北海道 札幌市立琴似小学校       | 木村遼希     |
| 09月20日 | 32秒31 | 北海道 室蘭市立水元小学校       | 藤田ライアン |
| 09月25日 | 32秒52 | 埼玉県 杉戸町立杉戸第二小学校   | 髙橋郁哉     |
| 09月26日 | 36秒81 | 埼玉県 幸手市立さかえ小学校     | 渡邊エリー   |
| 10月10日 | 23秒62 | 群馬県 前橋市立中川小学校       | 木内梨生奈   |
| 10月16日 | 30秒22 | 神奈川県 相模原市立双葉小学校   | 木内江莉     |
| 10月17日 | 30秒15 | 東京都 八王子市立緑が丘小学校   | 永島謙二郎   |
| 10月23日 | 37秒25 | 神奈川県 横浜市立磯子小学校     | 伊倉愛美     |
| 10月24日 | 21秒91 | 神奈川県 横浜市立日野小学校     | 日向滉一     |
| 10月25日 | 35秒19 | 香川県 高松市立円座小学校       | 加藤ジーナ   |
| 11月06日 | 30秒51 | 香川県 坂出市立加茂小学校       | 細川藍       |
| 11月07日 | 32秒94 | 香川県 南国市立大篠小学校       | 千葉一磨     |
| 11月13日 | 28秒51 | 千葉県 千葉市立土気南小学校     | 一木有海     |
| 11月14日 | 40秒26 | 千葉県 佐倉市立西志津小学校     | 橋本甜歌     |
| 11月15日 | 35秒01 | 東京都 大田区立洗足池小学校     | 小関裕太     |
| 11月20日 | 22秒91 | 東京都 練馬区立開進第三小学校   | 笠原拓巳     |
| 11月21日 | 25秒55 | 東京都 文京区立柳町小学校       | 渡邊エリー   |
| 11月27日 | 18秒20 | 長野県 上田市立南小学校         | 木村遼希     |
| 11月28日 | 21秒74 | 岐阜県 恵那市立東野小学校       | 洸太レイシー |
| 11月29日 | 22秒15 | 岐阜県 土岐市立肥田小学校       | 千秋レイシー |
| 12月04日 | 26秒73 | 三重県 津市立南立誠小学校       | 大木梓彩     |
| 12月04日 | 15秒83 | 三重県 桑名市立立教小学校       | 篠原愛実     |

### ぐるぐる棒ダッシュ
2006年度3学期放送。プレイヤーは全員で1本の棒を両手で持ち、最初に直線を走った後、白いポールを一周反時計回りに回り、次に赤いポールを1周時計回りに回る。最後にバーをジャンプし、ゴールに戻ってくるまでのタイムを競う。以下のことを行った場合はアウト。
1. 手が棒から離れる
2. 棒を持つ手を順手から逆手に変える。逆もアウト。
3. 体がポールに触れる
4. ジャンプするときにバーを落とす

| 2007年  | 記録   | 小学校                          | てれび戦士   |
| ------- | ------ | ------------------------------- | ------------ |
| 1月08日 | 24秒85 | てれび戦士                      | [ 注 4 ]     |
| 1月09日 | 19秒46 | 千葉県 多古町立多古第一小学校   | 髙橋郁哉     |
| 1月10日 | 21秒70 | 鳥取県 倉吉市立明倫小学校       | 小関裕太     |
| 1月15日 | 21秒79 | 鳥取県 境港市立外江小学校       | 渡邊エリー   |
| 1月16日 | 21秒36 | 島根県 雲南市立鍋山小学校       | 千秋レイシー |
| 1月22日 | 20秒81 | 島根県 松江市立恵曇小学校       | 伊倉愛美     |
| 1月23日 | 22秒37 | 神奈川県 横須賀市立衣笠小学校   | 藤田ライアン |
| 1月29日 | 19秒83 | 東京都 板橋区立板橋第十小学校   | 藤本七海     |
| 1月30日 | 19秒22 | 岩手県 盛岡市立大新小学校       | 川﨑樹音     |
| 2月12日 | 21秒57 | 宮崎県 都城市立五十市小学校     | 洸太レイシー |
| 2月13日 | 19秒74 | 宮崎県 三股町立宮村小学校       | 木内梨生奈   |
| 2月14日 | 22秒22 | 鹿児島県 鹿児島市立伊敷台小学校 | 細田羅夢     |
| 2月19日 | 20秒81 | 鹿児島県 霧島市立宮内小学校     | 篠原愛実     |
| 2月20日 | 23秒77 | 神奈川県 横浜市立金沢小学校     | 細川藍       |
| 2月26日 | 22秒59 | 神奈川県 横須賀市立大津小学校   | 橋本甜歌     |

### GOGOトリプルロープ
2007年度1学期放送。縄跳びを3本用いて行う競技。縄跳び回し手4人、跳ぶ者3人で行う。
回跳回跳回跳回
回=回し手、跳=跳ぶ者
上のように並び、走り跳びをしながら20M先のゴールに着くまでのタイムを競う。回し手がロープを放してしまったり、跳ぶ者がロープに引っ掛かった場合はアウトになる。
| 2007年  | 記録   | 小学校                          | てれび戦士               |
| ------- | ------ | ------------------------------- | ------------------------ |
| 4月02日 | 06秒39 | てれび戦士                      | [ 注 5 ]                 |
| 4月03日 | 06秒10 | 福島県 会津若松市立日新小学校   | 千秋レイシー             |
| 4月04日 | 05秒78 | 福島県 郡山市立緑ケ丘第一小学校 | 千秋レイシー             |
| 4月09日 | 05秒65 | 静岡県 焼津市立焼津東小学校     | 木村遼希                 |
| 4月10日 | 05秒63 | 静岡県 吉田町立中央小学校       | 木村遼希                 |
| 4月11日 | 05秒54 | 静岡県 富士市立広見小学校       | 木村遼希                 |
| 4月16日 | 04秒84 | 栃木県 小山市立旭小学校         | 細川藍                   |
| 4月17日 | 04秒81 | 栃木県 真岡市立亀山小学校       | 細川藍                   |
| 4月18日 | 05秒84 | 栃木県 宇都宮市立泉が丘小学校   | 細川藍                   |
| 5月07日 | 04秒90 | 兵庫県 神戸市立魚崎小学校       | 長谷川あかり             |
| 5月08日 | 05秒87 | 兵庫県 西宮市立大社小学校       | 長谷川あかり             |
| 5月09日 | 04秒74 | 兵庫県 川西市立けやき坂小学校   | 長谷川あかり             |
| 5月14日 | 05秒84 | 大阪府 大阪市立豊里小学校       | メロディー・チューバック |
| 5月15日 | 05秒85 | 大阪府 東大阪市立枚岡西小学校   | メロディー・チューバック |
| 5月16日 | 05秒13 | 大阪府 茨木市立春日小学校       | メロディー・チューバック |
| 5月21日 | なし   | 山梨県 笛吹市立富士見小学校     | 千葉一磨                 |
| 5月22日 | 08秒91 | 山梨県 都留市立谷村第一小学校   | 千葉一磨                 |
| 5月23日 | 04秒44 | 山梨県 大月市立畑倉小学校       | 千葉一磨                 |
| 6月11日 | 04秒80 | 埼玉県 さいたま市立本太小学校   | 藤田ライアン             |
| 6月12日 | 04秒40 | 埼玉県 熊谷市立熊谷西小学校     | 藤田ライアン             |
| 6月13日 | 04秒85 | 埼玉県 深谷市立岡部西小学校     | 藤田ライアン             |
| 6月18日 | 05秒24 | 山形県 山形市立大郷小学校       | 鍋本帆乃香               |
| 6月19日 | 04秒86 | 山形県 東根市立長瀞小学校       | 鍋本帆乃香               |
| 6月20日 | なし   | 山形県 村山市立大久保小学校     | 鍋本帆乃香               |
| 6月25日 | 04秒78 | 宮城県 村田町立村田第二小学校   | メロディー・チューバック |
| 6月26日 | 04秒36 | 宮城県 大郷町立大谷小学校       | メロディー・チューバック |
| 6月27日 | 05秒22 | 宮城県 仙台市立中田小学校       | メロディー・チューバック |
| 9月05日 | 04秒81 | 宮崎県 宮崎市立広瀬北小学校     | 加藤ジーナ               |
| 9月05日 | 04秒81 | 香川県 丸亀市立城坤小学校       | 細田羅夢                 |
| 9月05日 | 04秒22 | 京都府 長岡京市立長岡第三小学校 | 木村遼希                 |
| 9月05日 | 04秒41 | てれび戦士オールスターズ        | [ 注 6 ]                 |
| 9月05日 | 03秒96 | 山梨県 大月市立畑倉小学校       | 千葉一磨                 |
| 9月05日 | 03秒81 | 埼玉県 熊谷市立熊谷西小学校     | 藤田ライアン             |
| 9月05日 | 04秒21 | 宮城県 大郷町立大谷小学校       | メロディー・チューバック |
| 9月05日 | 04秒07 | 埼玉県 熊谷市立熊谷西小学校     | 藤田ライアン             |

### ドリブルダッシュ7
2007年度2学期放送。7人で1つのバスケットボールをドリブルしながら20m先のゴールを目指す。ボールは7人全員が最低1回はドリブルしなければならない。また、同じ人が2回連続でドリブルしたり、ボールを2バウンドさせてしまったり、ボールを持ってしまったらアウトとなる。また、全員がドリブルをした後はそれ以上ドリブルをする必要はなく、ボールを持った状態で普通に走ってゴールすればよい。
| 2007年   | 記録   | 小学校                        | てれび戦士 |
| -------- | ------ | ----------------------------- | ---------- |
| 09月10日 | 10秒46 | てれび戦士                    | [ 注 7 ]   |
| 09月11日 | 08秒95 | 千葉県 市川市立宮久保小学校   | 一木有海   |
| 09月12日 | 13秒18 | 千葉県 松戸市立寒風台小学校   | 一木有海   |
| 09月17日 | 06秒73 | 北海道 当別町立弁華別小学校   | 川﨑樹音   |
| 09月18日 | 08秒46 | 北海道 札幌市立新川小学校     | 川﨑樹音   |
| 09月19日 | 07秒58 | 北海道 北斗市立上磯小学校     | 川﨑樹音   |
| 10月08日 | 10秒53 | 青森県 青森市立堤小学校       | 荒木次元   |
| 10月09日 | 07秒21 | 青森県 十和田市立三本木小学校 | 荒木次元   |
| 10月10日 | 07秒10 | 青森県 三沢市立岡三沢小学校   | 荒木次元   |
| 10月15日 | 06秒69 | 長崎県 長崎市立西坂小学校     | 木内梨生奈 |
| 10月16日 | 06秒54 | 長崎県 諫早市立遠竹小学校     | 木内梨生奈 |
| 10月17日 | 06秒84 | 長崎県 時津町立時津小学校     | 木内梨生奈 |
| 10月22日 | 07秒00 | 群馬県 伊勢崎市立豊受小学校   | 吉野翔太   |
| 10月23日 | 07秒73 | 群馬県 富士見村立石井小学校   | 吉野翔太   |
| 10月24日 | 10秒70 | 群馬県 渋川市立渋川北小学校   | 吉野翔太   |
| 11月12日 | 08秒58 | 奈良県 大和郡山市立平和小学校 | 渡邉聖斗   |
| 11月13日 | 07秒90 | 奈良県 天理市立櫟本小学校     | 渡邉聖斗   |
| 11月14日 | 06秒87 | 奈良県 奈良市立二名小学校     | 渡邉聖斗   |
| 11月19日 | なし   | 石川県 金沢市立粟崎小学校     | 渡邊エリー |
| 11月20日 | 06秒05 | 石川県 白山市立石川小学校     | 渡邊エリー |
| 11月21日 | 06秒14 | 石川県 加賀市立作見小学校     | 渡邊エリー |
| 11月26日 | 07秒13 | 茨城県 土浦市立中村小学校     | 藤井千帆   |
| 11月27日 | 07秒24 | 茨城県 石岡市立瓦会小学校     | 藤井千帆   |
| 11月28日 | 05秒70 | 茨城県 水戸市立酒戸小学校     | 藤井千帆   |

### パスパスリング7
2007年度3学期放送。ボールを1つ、リングを3つ用いて行う。プレイヤーは以下のように並ぶ。
1234567
奇数＝ボールをパスするプレイヤー、偶数＝リングを持つプレイヤー
最初は1のプレイヤーがボールを持っている。スタートと同時に走りながら間の2が持つリングを通して隣の3にボールをパスする。以下同様に各プレイヤーは走りながら3→5→7→5→3→1の順でパスを回し、20M先のゴールにたどり着いたタイムが記録となる。
ボールを落としたり、ボールをリングに通さずパスをした場合はアウト。
| 2008年  | 記録   | 小学校                          | てれび戦士               |
| ------- | ------ | ------------------------------- | ------------------------ |
| 1月08日 | 06秒13 | てれび戦士                      | [ 注 8 ]                 |
| 1月08日 | 04秒86 | 東京都 昭島市立武蔵野小学校     | ミッチェル・ベンジャミン |
| 1月09日 | 04秒77 | 東京都 渋谷区立笹塚小学校       | ミッチェル・ベンジャミン |
| 1月14日 | 06秒81 | 愛知県 名古屋市立如意小学校     | 小関裕太                 |
| 1月15日 | 04秒75 | 愛知県 江南市立古知野西小学校   | 小関裕太                 |
| 1月16日 | 04秒76 | 愛知県 一宮市立朝日東小学校     | 木村遼希                 |
| 1月21日 | 04秒36 | 岐阜県 大野町立大野小学校       | 笠原拓巳                 |
| 1月22日 | 04秒47 | 岐阜県 各務原市立川島小学校     | 笠原拓巳                 |
| 1月23日 | 05秒02 | 岐阜県 岐阜市立島小学校         | 笠原拓巳                 |
| 2月11日 | 04秒25 | 京都府 八幡市立南山小学校       | 加藤ジーナ               |
| 2月12日 | 04秒09 | 京都府 宇治市立木幡小学校       | 加藤ジーナ               |
| 2月13日 | 04秒35 | 京都府 京都市立金閣小学校       | 加藤ジーナ               |
| 2月25日 | 04秒83 | 神奈川県 小田原市立三の丸小学校 | 一木有海                 |
| 2月25日 | 04秒32 | 神奈川県 松田町立松田小学校     | 一木有海                 |
| 2月26日 | 04秒03 | 神奈川県 相模原市立作の口小学校 | 一木有海                 |

### GO!5!ロープイン
2008年度1学期放送。長縄跳びを1本使い行う競技。長縄の回し手2人、跳ぶ者5人で行う。跳ぶ者は「位置について」の合図で自分が長縄に入る場所につき、スタートの合図と同時に1回ロープが回るごとに1人ずつ縄に入り、20M先のゴールに着くまでのタイムを競う。続けてプレイヤーが長縄に入れずに空回りしてしまったり、2人が同時に入ってしまった場合はアウトとなる。
| 2008年  | 記録   | 小学校                            | てれび戦士   |
| ------- | ------ | --------------------------------- | ------------ |
| 4月07日 | 05秒50 | てれび戦士                        | [ 注 9 ]     |
| 4月08日 | 05秒49 | 千葉県 八千代市立八千代台西小学校 | 長谷川あかり |
| 4月09日 | 04秒90 | 千葉県 印西市立小林北小学校       | 長谷川あかり |
| 4月21日 | 04秒82 | 広島県 広島市立日浦小学校         | 加藤ジーナ   |
| 4月22日 | 05秒12 | 広島県 呉市立郷原小学校           | 加藤ジーナ   |
| 4月23日 | 05秒15 | 広島県 府中市立府中学園           | 加藤ジーナ   |
| 5月05日 | 05秒46 | 愛知県 知立市立知立東小学校       | 藤井千帆     |
| 5月06日 | 05秒12 | 愛知県 岡崎市立城南小学校         | 藤井千帆     |
| 5月07日 | 05秒15 | 愛知県 豊川市立赤坂小学校         | 藤井千帆     |
| 5月12日 | 04秒77 | 静岡県 湖西市立鷲津小学校         | 千葉一磨     |
| 5月13日 | 04秒83 | 静岡県 牧之原市立地頭方小学校     | 千葉一磨     |
| 5月14日 | 04秒53 | 静岡県 島田市立島田第四小学校     | 千葉一磨     |
| 5月26日 | 05秒09 | 埼玉県 川越市立大東西小学校       | 山田樹里亜   |
| 5月27日 | なし   | 埼玉県 川口市立神根小学校         | 山田樹里亜   |
| 5月28日 | 04秒46 | 埼玉県 和光市立白子小学校         | 山田樹里亜   |
| 6月09日 | 07秒05 | 東京都 荒川区立峡田小学校         | 木村遼       |
| 6月10日 | 04秒83 | 東京都 葛飾区立西亀有小学校       | 木村遼       |
| 6月11日 | 04秒67 | 東京都 八王子市立山田小学校       | 木村遼       |
| 6月16日 | 04秒60 | 三重県 明和町立明星小学校         | 鍋本帆乃香   |
| 6月17日 | 04秒68 | 三重県 松阪市立西黒部小学校       | 鍋本帆乃香   |
| 6月18日 | 04秒71 | 三重県 四日市市立川島小学校       | 鍋本帆乃香   |
| 6月30日 | 04秒31 | 奈良県 橿原市立新沢小学校         | 吉野翔太     |
| 7月01日 | なし   | 奈良県 生駒市立桜ヶ丘小学校       | 吉野翔太     |
| 7月02日 | 05秒18 | 奈良県 奈良市立伏見小学校         | 吉野翔太     |

### レインボーパス7
2008年度2学期放送。プレイヤーはスタートラインに一列に以下のように並ぶ。
1357642
最初は1がボールを持っている。スタートと同時に、走りながら数字の順にパスを回していく。最後にパスされたボールをキャッチする7はそのボールをスタートの20M先にあるゴールボックスに入れる。それ以外のプレイヤーはパスをし終わった後ゴールの2M手前にある自分の並びと同じ順番にあるボールをゴールボックスに入れる。全員のボールがゴールボックスに入ったタイムが記録となる。なお、パスの途中でボールを落としたり、パスの順番を間違えた場合はアウトとなる。
| 2008年   | 記録   | 小学校                        | てれび戦士 |
| -------- | ------ | ----------------------------- | ---------- |
| 09月08日 | 07秒76 | てれび戦士                    | [ 注 10 ]  |
| 09月09日 | 06秒27 | 沖縄県 那覇市立真和志小学校   | 荒木次元   |
| 09月10日 | 07秒01 | 沖縄県 金武町立金武小学校     | 荒木次元   |
| 09月22日 | 07秒43 | 岐阜県 大垣市立中川小学校     | 小関裕太   |
| 09月23日 | 06秒02 | 岐阜県 岐阜市立長森西小学校   | 小関裕太   |
| 09月24日 | 07秒75 | 岐阜県 郡上市立川合小学校     | 小関裕太   |
| 10月06日 | 07秒03 | 富山県 高岡市立福岡小学校     | 水本凜     |
| 10月07日 | 07秒40 | 富山県 上市町立宮川小学校     | 水本凜     |
| 10月08日 | 06秒52 | 富山県 富山市立山室小学校     | 水本凜     |
| 10月13日 | 07秒68 | 群馬県 藤岡市立美土里小学校   | 渡邉聖斗   |
| 10月14日 | 07秒26 | 群馬県 館林市立第一小学校     | 渡邉聖斗   |
| 10月15日 | 07秒44 | 群馬県 前橋市立細井小学校     | 渡邉聖斗   |
| 10月27日 | 06秒40 | 兵庫県 丹波市立久下小学校     | 細田羅夢   |
| 10月28日 | 06秒73 | 兵庫県 三田市立富士小学校     | 細田羅夢   |
| 10月29日 | 06秒47 | 兵庫県 芦屋市立朝日ヶ丘小学校 | 細田羅夢   |
| 11月10日 | 06秒51 | 長野県 長野市立通明小学校     | 重本ことり |
| 11月11日 | 06秒83 | 長野県 松本市立寿小学校       | 重本ことり |
| 11月12日 | 06秒41 | 長野県 安曇野市立明北小学校   | 重本ことり |
| 11月17日 | 06秒12 | 宮城県 大和町立宮床小学校     | 川﨑樹音   |
| 11月18日 | 07秒12 | 宮城県 仙台市立若林小学校     | 川﨑樹音   |
| 11月19日 | 06秒32 | 宮城県 名取市立ゆりが丘小学校 | 川﨑樹音   |
| 12月01日 | 06秒65 | 福島県 福島市立瀬上小学校     | 田中理来   |
| 12月02日 | 06秒52 | 福島県 伊達市立伊達小学校     | 田中理来   |
| 12月03日 | 05秒59 | 福島県 郡山市立富田東小学校   | 田中理来   |

### ダブルロープ20
2008年度3学期放送。縄跳びを2本用いて行う競技。縄跳び回し手3人、跳ぶ者4人で行う。
回跳跳回跳跳回
回=回し手、跳=跳ぶ者
上のように並び、走り跳びをしながら20M先のゴールに着くまでのタイムを競う。回し手がロープを放してしまったり、跳ぶ者がロープに引っ掛かった場合はアウトになる。
| 2009年  | 記録   | 小学校                          | てれび戦士               |
| ------- | ------ | ------------------------------- | ------------------------ |
| 1月05日 | 05秒57 | てれび戦士                      | [ 注 11 ]                |
| 1月06日 | 04秒79 | 神奈川県 茅ヶ崎市立室田小学校   | 丸山瀬南                 |
| 1月07日 | 04秒93 | 神奈川県 愛川町立中津第二小学校 | 丸山瀬南                 |
| 1月12日 | 05秒29 | 茨城県 つくば市立茎崎第三小学校 | メロディー・チューバック |
| 1月13日 | 05秒18 | 茨城県 取手市立高井小学校       | メロディー・チューバック |
| 1月14日 | 06秒43 | 茨城県 古河市立古河第二小学校   | メロディー・チューバック |
| 1月26日 | 04秒55 | 栃木県 野木町立野木小学校       | ミッチェル・ベンジャミン |
| 1月27日 | 04秒24 | 栃木県 下野市立吉田西小学校     | ミッチェル・ベンジャミン |
| 1月28日 | 04秒83 | 栃木県 宇都宮市立清原中央小学校 | ミッチェル・ベンジャミン |
| 2月09日 | 04秒57 | 大阪府 箕面市立萱野北小学校     | 中村あやの               |
| 2月10日 | 04秒94 | 大阪府 摂津市立鳥飼小学校       | 中村あやの               |
| 2月11日 | 04秒40 | 大阪府 泉大津市立旭小学校       | 中村あやの               |
| 2月16日 | 04秒18 | 和歌山県 和歌山市立名草小学校   | 武田聖夜                 |
| 2月17日 | 05秒16 | 和歌山県 海南市立黒江小学校     | 武田聖夜                 |
| 2月18日 | 04秒06 | 和歌山県 広川町立南広小学校     | 武田聖夜                 |

## 2009年度 短期企画
| 2009年        | 企画                                            | 脚注   |
| ------------- | ----------------------------------------------- | ------ |
| 08月31日 月曜 | 夏合宿2009 てれび戦士強化合宿 in 小豆島 前編    | [ 2 ]  |
| 09月01日 火曜 | 夏合宿2009 てれび戦士強化合宿 in 小豆島 後編    | [ 3 ]  |
| 09月07日 月曜 | 祝!ETV50 緊急調査 天てれヒストリー              | [ 4 ]  |
| 09月22日 火曜 | 夏イベの舞台裏を一挙大公開                      | [ 5 ]  |
| 2010年        | 企画                                            | 脚注   |
| 01月04日 月曜 | 冬合宿2010 番組一日独占権争奪 大クイズ大会 前編 | [ 6 ]  |
| 01月05日 火曜 | 冬合宿2010 番組一日独占権争奪 大クイズ大会 後編 | [ 7 ]  |
| 01月06日 水曜 | 新春特別企画!天てれヒストリーMAX編              | [ 8 ]  |
| 02月22日 月曜 | 遼スペシャル                                    | [ 9 ]  |
| 02月23日 火曜 | 冬の大運動会SP2010 前半戦                       | [ 10 ] |
| 02月24日 水曜 | 冬の大運動会SP2010 後半戦                       | [ 11 ] |
| 03月01日 月曜 | MTKプレミアムライブ                             | [ 12 ] |
| 03月02日 火曜 | あなたが選ぶ 天てれ名場面大賞 前編              | [ 13 ] |
| 03月03日 水曜 | あなたが選ぶ 天てれ名場面大賞 後編              | [ 14 ] |
| 03月25日 木曜 | 2009年度最終回 卒業挨拶                         | [ 15 ] |

## おしかけ歌謡ショー
2009年3月30日 - 2010年2月16日に放送。てれび戦士がとある都道府県を旅し、その道中で出会った人に頼み込み、自分の得意な歌を聴いてもらうコーナー。なお、旅をするてれび戦士は「おしかけ戦士」と呼ばれる。旅する都道府県は1週間ごとに変わり、おしかけ戦士は2週間おきに交代するのが基本である。
おしかけ案内人（ナレーター）は 宮内恒雄。
| おしかけ戦士             | 都道府県 | 市町村       | 歌唱曲                                 | 2009年   | 脚注   |
| ------------------------ | -------- | ------------ | -------------------------------------- | -------- | ------ |
| 長谷川あかり             | 山梨県   | 富士吉田市   | スキマスイッチ「全力少年」             | 03月30日 | [ 16 ] |
| 長谷川あかり             | 山梨県   | 甲府市       | PUFFY「これが私の生きる道」            | 03月31日 | [ 17 ] |
| 長谷川あかり             | 山梨県   | 甲州市       | 絢香×コブクロ「WINDING ROAD」          | 04月01日 | [ 18 ] |
| 長谷川あかり             | 静岡県   | 熱海市       | スピッツ「チェリー」                   | 04月06日 | [ 19 ] |
| 長谷川あかり             | 静岡県   | 焼津市       | 大塚愛「ロケットスニーカー」           | 04月07日 | [ 20 ] |
| 長谷川あかり             | 静岡県   | 島田市       | 木村カエラ「リルラ リルハ」            | 04月08日 | [ 21 ] |
| 水本凜                   | 愛知県   | 名古屋市     | 大塚愛「さくらんぼ」                   | 04月13日 | [ 22 ] |
| 水本凜                   | 愛知県   | 岡崎市       | ZARD「負けないで」                     | 04月14日 | [ 23 ] |
| 水本凜                   | 愛知県   | 犬山市       | 松田聖子「赤いスイートピー」           | 04月15日 | [ 24 ] |
| 水本凜                   | 三重県   | 伊勢市       | 小泉今日子「学園天国」※                | 04月20日 | [ 25 ] |
| 水本凜                   | 三重県   | 松阪市       | 松浦亜弥「Yeah! めっちゃホリディ」     | 04月21日 | [ 26 ] |
| 水本凜                   | 三重県   | 亀山市       | 倖田來未「キューティーハニー」         | 04月22日 | [ 27 ] |
| 藤井千帆                 | 滋賀県   | 彦根市       | SMAP「世界に一つだけの花」             | 05月04日 | [ 28 ] |
| 藤井千帆                 | 滋賀県   | 近江八幡市   | 荒井由実「やさしさに包まれたなら」     | 05月05日 | [ 29 ] |
| 藤井千帆                 | 滋賀県   | 大津市       | 花*花「あ〜よかった」                  | 05月06日 | [ 30 ] |
| 藤井千帆                 | 京都府   | 京都市       | プリンセス プリンセス「Diamonds」      | 05月11日 | [ 31 ] |
| 藤井千帆                 | 京都府   | 八幡市       | aiko「キラキラ」                       | 05月12日 | [ 32 ] |
| 藤井千帆                 | 京都府   | 宇治市       | hitomi「LOVE 2000」                    | 05月13日 | [ 33 ] |
| 荒木次元                 | 大阪府   | 大阪市       | ウルフルズ「明日があるさ」             | 05月18日 | [ 34 ] |
| 荒木次元                 | 大阪府   | 堺市         | 大事MANブラザーズバンド「それが大事」  | 05月19日 | [ 35 ] |
| 荒木次元                 | 大阪府   | 岸和田市     | ウルフルズ「ガッツだぜ!!」             | 05月20日 | [ 36 ] |
| 荒木次元                 | 和歌山県 | 和歌山市     | KAN「愛は勝つ」                        | 05月25日 | [ 37 ] |
| 荒木次元                 | 和歌山県 | 有田市       | 猿岩石「白い雲のように」               | 05月26日 | [ 38 ] |
| 荒木次元                 | 和歌山県 | 湯浅町       | 槇原敬之「どんなときも。」             | 05月27日 | [ 39 ] |
| 木村遼                   | 兵庫県   | 神戸市       | SMAP「SHAKE」                          | 06月08日 | [ 40 ] |
| 木村遼                   | 兵庫県   | 明石市       | スピッツ「空も飛べるはず」             | 06月09日 | [ 41 ] |
| 木村遼                   | 兵庫県   | 南あわじ市   | 遊助「ひまわり」                       | 06月10日 | [ 42 ] |
| 木村遼                   | 徳島県   | 鳴門市       | THE BOOM「風になりたい」               | 06月15日 | [ 43 ] |
| 木村遼                   | 徳島県   | 徳島市       | 郷ひろみ「GOLDFINGER '99」             | 06月16日 | [ 44 ] |
| 木村遼                   | 徳島県   | 小松島市     | 嵐「Happiness」                        | 06月17日 | [ 45 ] |
| メロディー・チューバック | 香川県   | 高松市       | 夏川りみ「涙そうそう」                 | 06月22日 | [ 46 ] |
| メロディー・チューバック | 香川県   | 丸亀市       | 山口百恵「いい日旅立ち」               | 06月23日 | [ 47 ] |
| メロディー・チューバック | 香川県   | 琴平町       | 中山美穂×WANDS「世界中の誰よりきっと」 | 06月24日 | [ 48 ] |
| メロディー・チューバック | 岡山県   | 岡山市       | 大黒摩季「ら・ら・ら」                 | 06月29日 | [ 49 ] |
| メロディー・チューバック | 岡山県   | 倉敷市       | 松田聖子「青い珊瑚礁」                 | 06月30日 | [ 50 ] |
| メロディー・チューバック | 岡山県   | 高梁市       | 森高千里「私がオバさんになっても」     | 07月01日 | [ 51 ] |
| 脇菜々香                 | 広島県   | 尾道市       | 竹内まりや「元気を出して」             | 09月08日 | [ 52 ] |
| 脇菜々香                 | 広島県   | 広島市       | 大塚愛「フレンジャー」                 | 09月08日 | [ 52 ] |
| 脇菜々香                 | 広島県   | 廿日市市     | 岡本真夜「TOMORROW」                   | 09月09日 | [ 53 ] |
| 脇菜々香                 | 山口県   | 岩国市       | 美空ひばり「川の流れのように」         | 09月14日 | [ 54 ] |
| 脇菜々香                 | 山口県   | 柳井市       | 島谷ひとみ「亜麻色の髪の乙女」         | 09月15日 | [ 55 ] |
| 脇菜々香                 | 山口県   | 下関市       | 渡辺美里「My Revolution」              | 09月16日 | [ 56 ] |
| 中村あやの               | 福岡県   | 福岡市       | 太田裕美「木綿のハンカチーフ」         | 09月21日 | [ 57 ] |
| 中村あやの               | 福岡県   | 八女市       | 森高千里「17才」                       | 09月22日 | [ 5 ]  |
| 中村あやの               | 福岡県   | 柳川市       | ZONE「Secret base 〜君がくれたもの〜」 | 09月23日 | [ 58 ] |
| 中村あやの               | 佐賀県   | 佐賀市       | DREAMS COME TRUE「晴れたらいいね」     | 10月05日 | [ 59 ] |
| 中村あやの               | 佐賀県   | 伊万里市     | PUFFY「アジアの純真」                  | 10月06日 | [ 60 ] |
| 中村あやの               | 佐賀県   | 唐津市       | 岩崎良美「タッチ」                     | 10月07日 | [ 61 ] |
| 加藤ジーナ               | 大分県   | 杵築市       | PUFFY「愛のしるし」                    | 10月12日 | [ 62 ] |
| 加藤ジーナ               | 大分県   | 日田市       | ZARD「揺れる想い」                     | 10月13日 | [ 63 ] |
| 加藤ジーナ               | 大分県   | 別府市       | 大塚愛「SMILY」                        | 10月14日 | [ 64 ] |
| 加藤ジーナ               | 熊本県   | 熊本市       | 岡村孝子「夢をあきらめないで」         | 10月19日 | [ 65 ] |
| 加藤ジーナ               | 熊本県   | 宇土市       | 小泉今日子「あなたに会えてよかった」   | 10月20日 | [ 66 ] |
| 加藤ジーナ               | 熊本県   | 八代市       | 原田知世「ロマンス」                   | 10月21日 | [ 67 ] |
| 鈴木美知代               | 宮崎県   | 宮崎市       | 一青窈「ハナミズキ」                   | 10月26日 | [ 68 ] |
| 鈴木美知代               | 宮崎県   | 日向市       | ゴダイゴ「銀河鉄道999」                | 10月27日 | [ 69 ] |
| 鈴木美知代               | 宮崎県   | 高原町       | 広瀬香美「ロマンスの神様」             | 10月28日 | [ 70 ] |
| 鈴木美知代               | 鹿児島県 | 霧島市       | 工藤静香「MUGO・ん…色っぽい」          | 11月09日 | [ 71 ] |
| 鈴木美知代               | 鹿児島県 | 鹿児島市     | GReeeeN「愛唄」                        | 11月10日 | [ 72 ] |
| 鈴木美知代               | 鹿児島県 | 指宿市       | 松田聖子「白いパラソル」               | 11月11日 | [ 73 ] |
| 白坂奈々                 | 茨城県   | 水戸市       | 島谷ひとみ「YUME日和」                 | 11月16日 | [ 74 ] |
| 白坂奈々                 | 茨城県   | 土浦市       | 藤岡藤巻と大橋のぞみ「崖の上のポニョ」 | 11月17日 | [ 75 ] |
| 白坂奈々                 | 茨城県   | ひたちなか市 | ピンク・レディー「ペッパー警部」       | 11月18日 | [ 76 ] |
| 上妻成吾                 | 栃木県   | 宇都宮市     | チューリップ「心の旅」                 | 11月23日 | [ 77 ] |
| 上妻成吾                 | 栃木県   | 壬生町       | 氷川きよし「きよしのズンドコ節」       | 11月24日 | [ 78 ] |
| 上妻成吾                 | 栃木県   | 栃木市       | 嵐「WISH」                             | 11月25日 | [ 79 ] |
| 上妻成吾                 | 群馬県   | 太田市       | フィンガー5「恋のダイヤル6700」※       | 11月30日 | [ 80 ] |
| 上妻成吾                 | 群馬県   | 桐生市       | 小沢健二「ぼくらが旅に出る理由」       | 12月01日 | [ 81 ] |
| 上妻成吾                 | 群馬県   | 下仁田町     | SMAP「夜空ノムコウ」                   | 12月02日 | [ 82 ] |
| おしかけ戦士             | 都道府県 | 市町村       | 歌唱曲                                 | 2010年   | 脚注   |
| 鈴木純一朗               | 新潟県   | 新潟市       | 爆風スランプ「runner」                 | 01月12日 | [ 83 ] |
| 鈴木純一朗               | 新潟県   | 長岡市       | 郷ひろみ「2億4千万の瞳」               | 01月13日 | [ 84 ] |
| 鈴木純一朗               | 新潟県   | 燕市         | 西城秀樹「YOUNG MAN (Y.M.C.A.)」       | 01月19日 | [ 85 ] |
| 鈴木純一朗               | 新潟県   | 村上市       | 光GENJI「勇気100%」                    | 01月20日 | [ 86 ] |
| 重本ことり               | 福島県   | 喜多方市     | プリンセス プリンセス「M」             | 01月25日 | [ 87 ] |
| 重本ことり               | 福島県   | 猪苗代町     | イルカ「なごり雪」                     | 01月26日 | [ 88 ] |
| 鎮西寿々歌               | 山形県   | 山形市       | いきものがかり「ブルーバード」         | 02月09日 | [ 89 ] |
| 鎮西寿々歌               | 山形県   | 天童市       | 斉藤由貴「悲しみよこんにちは」         | 02月10日 | [ 90 ] |
| 鎮西寿々歌               | 山形県   | 上山市       | 松田聖子「天使のウィンク」             | 02月15日 | [ 91 ] |
| 鎮西寿々歌               | 山形県   | 上山市       | Crystal Kay「恋におちたら」            | 02月16日 | [ 92 ] |

※「学園天国」と「恋のダイヤル6700」は準レギュラーのDream5がカバー、「恋のダイヤル6700」は2010年度12月MTK。

## 戦士取調室 2009年度
| 年度別 | 2009 - 2010 |

### 概要
2009年度の月曜日に放送。2009年度てれび戦士が1人1回ずつ出演、全24回。
戦士の私生活での「罪」（恥ずかしい秘密）を暴き、反省させるコーナー。1学期は戦士を取り調べる刑事は半田健人が担当。半田担当時は、私用のため（前期は昭和のイベント関係の私用だったが、後期は昭和とは関係ない私用になった）取り調べは3分で片づけることになるのがこのコーナーのお約束であった。2学期より、刑事役は小原正子にバトンタッチされた。小原は、自身の経験に基づく自虐ネタなどを冒頭に披露している。
2009年11月には「スミッコの戦士取調室」も放送された。

### 放送日程
| 2009年   | 回 | 容疑者                   | 罪状                       | 脚注   |
| -------- | -- | ------------------------ | -------------------------- | ------ |
| 03月30日 | 01 | 白坂奈々                 | 安眠妨害罪                 | [ 16 ] |
| 04月06日 | 02 | 脇菜々香                 | 児童悪影響罪               | [ 19 ] |
| 04月13日 | 03 | 鎮西寿々歌               | 児童不快罪                 | [ 22 ] |
| 04月20日 | 04 | 長江崚行                 | 労働酷使罪                 | [ 25 ] |
| 05月04日 | 05 | 上妻成吾                 | 異臭物放置罪               | [ 28 ] |
| 05月11日 | 06 | メロディー・チューバック | 幼児偽装罪                 | [ 31 ] |
| 05月18日 | 07 | 中村あやの               | 家庭内横領罪               | [ 34 ] |
| 05月25日 | 08 | 加藤ジーナ               | 食欲減退罪                 | [ 37 ] |
| 06月08日 | 09 | 千葉一磨                 | 自己中心罪                 | [ 40 ] |
| 06月15日 | 10 | 伊藤元太                 | やめてくだ罪               | [ 43 ] |
| 06月22日 | 11 | 木村遼                   | う罪                       | [ 46 ] |
| 06月29日 | 12 | 重本ことり               | 背信罪                     | [ 49 ] |
| 10月05日 | 13 | 荒木次元                 | 落ち着きな罪               | [ 59 ] |
| 10月12日 | 14 | 鈴木純一朗               | 環境破壊罪                 | [ 62 ] |
| 10月19日 | 15 | 渡辺青來                 | めんどく罪                 | [ 65 ] |
| 10月26日 | 16 | 齋藤稜駿                 | 偽証罪                     | [ 68 ] |
| 11月09日 | 17 | 武田聖夜                 | 見返り要求罪               | [ 71 ] |
| 11月16日 | 18 | 笠原拓巳                 | おやじく罪                 | [ 74 ] |
| 11月23日 | 19 | 鈴木美知代               | 責任転嫁罪                 | [ 77 ] |
| 2010年   | 回 | 容疑者                   | 罪状                       | 脚注   |
| 01月18日 | 20 | 藤井千帆                 | オシャレはほどほどにしな罪 | [ 93 ] |
| 01月18日 | 21 | 鍋本帆乃香               | 整理しな罪                 | [ 93 ] |
| 01月25日 | 22 | 平田真優香               | 自分でしな罪               | [ 87 ] |
| 02月08日 | 23 | 水本凛                   | 気分屋はやめな罪           | [ 94 ] |
| 02月15日 | 24 | 長谷川あかり             | 迷惑に気づきな罪           | [ 91 ] |

### スミッコの戦士取調室
- 刑事：にしおかすみこ

| 放送日          | 容疑者     | 罪状         | 被害者     | 証言者   | 脚注   |
| --------------- | ---------- | ------------ | ---------- | -------- | ------ |
| 2009年 11月09日 | 中村あやの | 安眠妨害罪   | 加藤ジーナ |          | [ 71 ] |
| 2009年 11月09日 | 白坂奈々   | 練習妨害罪   | 水本凜     |          | [ 71 ] |
| 2009年 11月16日 | 伊藤元太   | やめてくだ罪 | 疋田よう子 | 白坂奈々 | [ 74 ] |
| 2009年 11月16日 | 笠原拓巳   | 窃盗罪       | 脇菜々香   |          | [ 74 ] |

## ガールズ通信社
2009年度の月曜日に放送。女の子をもっとかわいくハッピーにさせる雑誌・ガールズ通信。マッキー編集長こと西山茉希と助手のスミッコ（にしおかすみこ）にてれび戦士(女子のみ)が編集者となりオリジナルのアイデアを出し合う、というコーナー。オープニングでスミッコが一発ギャグを披露し酷評を受け、テーマ発表後マッキーが「いつか王子様に逢いたい」という旨を含んだ妄想を繰り広げた（テーマによって細かい内容は変わる）末にてれび戦士に話を振り否定されるというのがお約束の流れとなっている。約1分間のプレゼンでNo.1に選ばれたアイデアはガールズ通信のトップ記事として、公式ホームページにアップされる。プレゼンするてれび戦士は、1回に3 - 4人。
2009年4月20日放送分で同コーナーのキャラクターとして藤井千帆が提案した「ハピ子」が採用され、その後CLAMPの手で正式キャラとして描いてもらう。
| 初回放送日     | タイトル                                 | 注釈      | 出典   |
| -------------- | ---------------------------------------- | --------- | ------ |
| 2009年04月06日 | おこづかいでOK!春のオシャレ術            | [ 注 12 ] | [ 21 ] |
| 2009年04月20日 | ガールズ通信のキャラクターを考えよう!    | [ 注 13 ] | [ 25 ] |
| 2009年05月11日 | 元気100倍!オリジナル・スイーツ           | [ 注 14 ] | [ 31 ] |
| 2009年05月25日 | 落ち込んだ時の気分のアゲ方               | [ 注 15 ] | [ 37 ] |
| 2009年06月15日 | もらってうれしい父の日ギフト             | [ 注 16 ] | [ 43 ] |
| 2009年06月22日 | 梅雨をハッピーに過ごそう                 | [ 注 17 ] | [ 46 ] |
| 2009年06月29日 | ブレイクタイム                           | [ 注 18 ] | [ 49 ] |
| 2009年09月21日 | 読書の秋を前に・・・オススメの1冊        | [ 注 19 ] | [ 57 ] |
| 2009年10月12日 | 行楽の秋 手作りお弁当でもりあがろう      | [ 注 20 ] | [ 62 ] |
| 2009年10月26日 | 手作りアクセサリーでヘアアレンジ         | [ 注 21 ] | [ 68 ] |
| 2009年11月16日 | てれび戦士のおすすめ睡眠法               | [ 注 22 ] | [ 74 ] |
| 2009年11月30日 | みんなよろこぶ手作りクリスマスプレゼント | [ 注 23 ] | [ 80 ] |
| 2010年01月11日 | 誕生日でドッキリ企画                     | [ 注 24 ] | [ 95 ] |
| 2010年01月18日 | パジャマパーティーでガールズトーク       | [ 注 25 ] | [ 93 ] |
| 2010年02月08日 | バレンタイン大作戦!!                     | [ 注 26 ] | [ 94 ] |

## 魁!男一番塾
2009年度1学期の月曜日に放送。塾長である先輩の照英が出題するテーマに合ったものをてれび戦士（男子のみ、衣装は学ラン）が男らしさでアピールする、というコーナー。トーナメントで優勝を決める。審査するのはもちろん塾長。アピールするてれび戦士は、1回に4人+太鼓持ちが1人。
| 2009年  | テーマ                 | てれび戦士                               | 太鼓持ち | 脚注   |
| ------- | ---------------------- | ---------------------------------------- | -------- | ------ |
| 4月13日 | めん料理               | 武田聖夜、荒木次元、木村遼、鈴木純一朗   | 笠原拓巳 | [ 22 ] |
| 5月04日 | 男がかっこいい季節     | 笠原拓巳、千葉一磨、齊藤稜駿、鈴木純一朗 | 長江崚行 | [ 28 ] |
| 5月18日 | 告白場所               | 千葉一磨、荒木次元、木村遼、上妻成吾     | 長江崚行 | [ 34 ] |
| 6月08日 | 男マンガのヒーロー一番 | 笠原拓巳、武田聖夜、千葉一磨、鈴木純一朗 | 長江崚行 | [ 40 ] |

## エンタの王道〜楽して学ぼう〜
2009年度後期の月曜日に放送。てれび戦士が、毎週登場するエンターテインメントの達人が長い年月をかけて身につけた芸をわずか9分で身につけてしまおうという目的のコーナー。コーナーの最後には、理事長に指名されたてれび戦士の代表者1名（が〜まるちょば登場回のみ2名）が達人になりきれたかどうかの試験を行う。理事長・案内役は大澤幹朗。2010年度には続編「新エンタの王道」を放送。
| 初回放送日     | 本日の極意                                 | 達人                   | 注釈      | 出典   |
| -------------- | ------------------------------------------ | ---------------------- | --------- | ------ |
| 2009年10月05日 | ネタを大量に考える術                       | ハイキングウォーキング | [ 注 27 ] | [ 59 ] |
| 2009年10月19日 | たいしたことのないことでもおもしろくする術 | マギー司郎             | [ 注 28 ] | [ 65 ] |
| 2009年11月09日 | 無言で世界を笑わせる術                     | が〜まるちょば         | [ 注 29 ] | [ 71 ] |
| 2009年11月23日 | 欲求不満にさせておもしろくみせる術         | 鉄拳                   | [ 注 30 ] | [ 77 ] |
| 2010年01月11日 | ツッコミからお笑いを鍛える術               | TKO                    | [ 注 31 ] | [ 95 ] |
| 2010年01月25日 | 細かいところで笑わせるものまね術           | 山本高広               | [ 注 32 ] | [ 87 ] |

## 全国緊急ボランティア48!
2009年度に放送。全国各地からの依頼を元にして、てれび戦士がお手伝いを行う。ただし、依頼内容は現地に辿り着くまでは一切てれび戦士には明かされない。なお、事前に知らされるのは、依頼者の写真と依頼者の住む地名のみ。てれび戦士は、知らされた地名や依頼者の写真を元にして現地へ行き、指令を完了するまでを出発開始から48時間内に行わなければならない。ナレーションは柴本浩行。
| 放送日          | 依頼内容                                                          | てれび戦士                          | 脚注   |
| --------------- | ----------------------------------------------------------------- | ----------------------------------- | ------ |
| 2009年 04月01日 | 沖縄県中頭郡読谷村 伝統漁をお手伝い                               | 鎮西寿々歌 加藤ジーナ               | [ 18 ] |
| 2009年 04月15日 | 香川県三豊市粟島 島四国八十八ヶ所の参道の掃除                     | 武田聖夜 渡辺青來                   | [ 24 ] |
| 2009年 05月06日 | 神奈川県横浜市 動物のしつけ                                       | 鍋本帆乃香 白坂奈々                 | [ 30 ] |
| 2009年 05月20日 | 東京都渋谷区 代々木公園 盲人マラソンの伴走                        | 千葉一磨 上妻成吾                   | [ 36 ] |
| 2009年 06月10日 | 宮崎県都城市 新一年生の歓迎会のお手伝い                           | 藤井千帆 鈴木純一朗                 | [ 42 ] |
| 2009年 06月24日 | 佐賀県東松浦郡玄海町 棚田の田植え                                 | 齊藤稜駿 荒木次元                   | [ 48 ] |
| 2009年 09月16日 | 沖縄県八重山郡与那国町 休憩所作りのお手伝い                       | 笠原拓巳 鈴木美知代                 | [ 56 ] |
| 2009年 09月23日 | 静岡県三島市 新しいコロッケを考案                                 | 中村あやの 長江崚行                 | [ 58 ] |
| 2009年 10月14日 | 広島県尾道市因島 小早レースの助っ人                               | 水本凜 伊藤元太                     | [ 64 ] |
| 2009年 10月28日 | 長野県飯田市 古民家の補修                                         | 脇菜々香 メロディー・チューバック   | [ 70 ] |
| 2009年 11月18日 | 茨城県石岡市 サルの調教                                           | 重本ことり 木村遼                   | [ 76 ] |
| 2009年 12月02日 | 高知県高岡郡四万十町 興津八幡宮秋季大祭のプロモーションビデオ制作 | 鎮西寿々歌 平田真優香               | [ 82 ] |
| 2010年 01月19日 | 東京都品川区 野球の試合がしたい                                   | メロディー・チューバック 鈴木純一朗 | [ 85 ] |
| 2010年 02月09日 | 佐賀県嬉野市 車イスで行ける嬉野市の観光ツアーを組んでほしい       | 長谷川あかり 水本凜                 | [ 89 ] |

## 特命!天てれ調査隊
2009年度後期の火曜日に放送。視聴者の子供から寄せられる身の回りの疑問、どうしても知りたい謎などを、天てれ調査隊の隊長杉浦太陽と、てれび戦士が徹底的に調査し、解き明かすコーナー。
ナレーションはうすいたかやす。
| 放送日          | 依頼                                                                                      | 調査員                            | 脚注   |
| --------------- | ----------------------------------------------------------------------------------------- | --------------------------------- | ------ |
| 2009年 10月06日 | 青森県上北郡六戸町 夜、一人で寝られません。それを直すにはどうしたらいいのか調べてください | 長谷川あかり 上妻成吾             | [ 60 ] |
| 2009年 10月13日 | 愛知県豊川市 お父さんとジャンケンをすると10回中1回しか勝てないのはナゼ?                   | 藤井千帆、鈴木純一朗 協力：木村遼 | [ 63 ] |
| 2009年 10月20日 | 愛媛県西条市 西条市立西条北中学校 声ができあがっていないってどういう意味?                 | メロディー・チューバック 長江崚行 | [ 66 ] |
| 2009年 10月27日 | 千葉県茂原市 自分だけが猫に嫌われているのはなぜ?                                          | 千葉一磨 中村あやの               | [ 69 ] |
| 2009年 11月10日 | 神奈川県横浜市 マンホールが集まっているのはなぜ?                                          | 渡辺青來 木村遼                   | [ 72 ] |
| 2009年 11月17日 | 福岡県北九州市 右手と左手、同じように使えないのはなぜ?                                    | 笠原拓巳 重本ことり               | [ 75 ] |
| 2009年 11月24日 | 福井県福井市 怖い夢を見ないようにするには?                                                | 齊藤稜駿 鎮西寿々歌               | [ 78 ] |
| 2009年 12月01日 | 神奈川県横浜市 苦手な算数、克服するには?                                                  | 荒木次元 白坂奈々                 | [ 81 ] |
| 2010年 01月26日 | 東京都北区 北区立赤羽岩淵中学校 漫画の上達方法は?                                         | 武田聖夜 平田真優香               | [ 88 ] |
| 2010年 02月16日 | 広島県広島市 物を捨てて部屋をキレイにする方法                                             | 武田聖夜 加藤ジーナ               | [ 92 ] |

## スーパーディスクシューター
2009年度1・2学期に放送。2008年度の夏に放送された「夏のスポーツSP」で、新競技という名目で紹介されていた。当時は「フライングシューター」という名称。SPで放送されていた時のルールは正式競技になってから若干改定されている。SPとして放送されていた時は、パッション屋良が一度限りで審判を務めていた。なお、正式競技になってからは杉浦太陽に代わっている。この競技は、公式審判である杉浦が同競技の運営を担当する「SDS運営事務局」の局長という設定もある。2学期の序盤にチーム存続をかけ「ネロドラーゴ（NERO DRAGO）」と「スペルボンバ（SUPER BOMBA）」が直接対決し、結果「ネロドラーゴ」が勝利しチーム存続を果たしたが、その後コーナーが再開されることなく終了している。実況は紙フトタッチダウンに続き大澤幹朗。

### フライングシューター
- 放送日：2008年9月3日 水曜 [96]
- 公式審判：パッション屋良

| チーム             | メンバー                                       | 戦績 |
| ------------------ | ---------------------------------------------- | ---- |
| レッドハッツ       | 川﨑樹音、鍋本帆乃香、ミッチェル・ベンジャミン | 勝利 |
| イエロースパイダー | 武田聖夜、長谷川あかり、荒木次元               | 敗北 |

### ルール
AbababaB
大文字…ゴール、小文字…各チームのエリア
- コートの全長は長さ20m、幅9m。また、ゴールエリアには床からの高さ1.5m、幅2mのネットが設置されている。
- 攻撃側は自分のエリアからディスクを投げ自分のチームメイトにパスかゴールめがけてシュートすることができる。防御側は自分のエリアから飛んでいるディスクにタオルを投げてたたき落とす。ディスクをキャッチできなかった場合やエリア外に落ちた場合は攻撃失敗となり、防御側はディスクを拾って自チームエリア内から攻撃することができる。ゴールに入ると1点獲得。ゴール後は点を入れられた方からのスタートとなる。
- 先に7点先取した方が1セット獲得。2セット獲得で勝利。
- セット中に負けているチームは1セットに1回、ゴールドディスクを使用することができる。ゴールドディスクを決めることができれば3点加算される。ただし、相手チームにディスクを奪われ、それでゴールされても相手に3点が加算されてしまう。

| チーム       | メンバー                                                           |
| ------------ | ------------------------------------------------------------------ |
| ネロドラーゴ | 武田聖夜、鍋本帆乃香、伊藤元太、鈴木美知代、鈴木純一朗、鎮西寿々歌 |
| スペルボンバ | 藤井千帆、笠原拓巳、渡辺青來、長江崚行、水本凜、木村遼、上妻成吾   |

### 放送日程
火曜日（最終回のみ水曜日）に放送。
| 放送日         | 先攻                                          | 先攻 | 後攻 | 後攻                                               | 脚注   |
| -------------- | --------------------------------------------- | ---- | ---- | -------------------------------------------------- | ------ |
| 2009年 3月31日 | スペルボンバ 藤井千帆 長江崚行 木村遼         | 0    | 2    | ネロドラーゴ 武田聖夜 鍋本帆乃香 鈴木純一朗        | [ 17 ] |
| 2009年 4月07日 | ネロドラーゴ 武田聖夜 伊藤元太 鎮西寿々歌     | 1    | 2    | 桂北トリプルスターズ 神奈川県 相模原市立桂北小学校 | [ 20 ] |
| 2009年 5月05日 | スペルボンバ 笠原拓巳 渡辺青來 木村遼         | 0    | 2    | つくばキッズ 茨城県 つくば市立東小学校             | [ 29 ] |
| 2009年 5月19日 | ネロドラーゴ 武田聖夜 伊藤元太 鈴木美知代     | 1    | 2    | 住吉ハレりょうこう 静岡県 吉田町立住吉小学校       | [ 35 ] |
| 2009年 6月09日 | スペルボンバ 笠原拓巳 長江崚行 水本凜         | 2    | 1    | 尼崎むこさとガールズ 兵庫県 尼崎市立武庫の里小学校 | [ 41 ] |
| 2009年 6月23日 | ネロドラーゴ 鍋本帆乃香 鈴木美知代 鎮西寿々歌 | 0    | 2    | 大阪たこ焼キッズ 大阪府 堺市立浜寺東小学校         | [ 47 ] |
| 2009年 9月14日 | ネロドラーゴ 武田聖夜 鈴木美知代 鎮西寿々歌   | 2    | 0    | スペルボンバ 笠原拓巳 渡辺青來 水本凜              | [ 54 ] |
| 2009年 9月15日 | ネロドラーゴ 鍋本帆乃香 伊藤元太 鈴木純一朗   | 2    | 1    | スペルボンバ 藤井千帆 長江崚行 上妻成吾            | [ 55 ] |

## 女子セパタクロー部
2009年度。「天てれ部活動」第6弾。活動内容はセパタクロー。
コーナーロゴに「天てれ」の文字はない。

### 出演者
- 部長 - にしおかすみこ
- コーチ - 矢野順也
- 部員 - 加藤ジーナ、長谷川あかり、平田真優香

### 放送日程
2009年度1学期の水曜日に放送。
1. 2009年4月08日 [21]
2. 2009年4月22日 [27]
3. 2009年5月13日 [33]
4. 2009年5月27日 [39]
5. 2009年6月17日 [45]
6. 2009年7月01日 [51]

### スペシャル
- 前編：2009年9月8日 火曜 [52]
- 後編：2009年9月9日 水曜 [53]

### 復活セパタクロー部
- 放送日：2010年2月22日 月曜 [9]

## 天てれサーカス部
2009年度。「天てれ部活動」第7弾。活動内容はサーカス「シルク・ドゥ・ソレイユ」。
国際放送、NHKワールド・プレミアムでは権利の都合上カット。

### 出演者
- コーチ - 疋田よう子
- 部員 - 荒木次元、鍋本帆乃香、伊藤元太、水本凜、上妻成吾、白坂奈々

### 放送日程
2009年度後期の水曜日に放送。
1. 2009年10月07日 [61]
2. 2009年10月21日 [67]
3. 2009年11月11日 [73]
4. 2009年11月25日 [79]
5. 2010年01月13日 [84]
6. 2010年01月20日 [86]
7. 2010年01月27日 [97]

### スペシャル
- 放送日：2010年02月10日 水曜 [90]

### その後
番組企画終了後、部員たちが天てれを卒業後も「La vie de Cirque 人生はサーカスだ!」の誓いのもと、それぞれの活動の傍らサーカス部を続けている。
2017年8月19日に全7回（約90分）の内容を再編集し、午後4時から午後5時に60分にまとめあげたスペシャル版『お願い!編集長「天才てれびくんMAX 天てれサーカス部スペシャル」』として再放送。サーカス部員の伊藤元太が2016年8月31日に死去したため、番組の最後に「伊藤元太さんのご冥福をお祈りします。」と追悼テロップが表示された。
- サーカス部 - 公式サイト

## アベコーLAND
| 年度別 | 2008 - 2009 - 2010 |

### 概要
2009年度の毎週水曜日に放送。支配人（司会者）はアベコーことあべこうじ、部下（アシスタント）は簗瀬憲光扮するボブと北島達也扮するカルロス。さまざまな種類のゲームを週交代で行う。2009年度はチーム制が廃止されたため、いずれのゲームも個人戦で行われる。なお、各放送回にて、成績の悪かったてれび戦士の中からアベコーが独断でダメ戦士を選出する。指名された場合には罰ゲームを受けなければならない。当初の罰ゲームは戦士の恥ずかしい合成画像を、番組の公式サイト上で特製画像として掲載するというものであった。しかし初回の放送で視聴者からいじめにつながると指摘されたため制作サイドであるNHKは公式サイトの画像を削除。社会的な影響を考慮して、この罰ゲームは通常放送2回目の放送分から廃止された。ただ、収録した時期の関係上、罰ゲーム画像は通常放送4回目の放送分まで収録した時点では作成されており、編集段階でCG処理を施して見えないように消されていた。通常放送5回目からは、「最近の恥ずかしかった事を話す」、「一発芸」等、その場で行う罰ゲームに変わっている。なおダメ戦士は中2戦士が選ばれることが多い（「中2だから」という理由で）。

### ゲーム解説
決断コンベヤー
クジ引きで決まった、とあるお題に関連する物（現物や文字など、お題によって異なる）が画面向かって左側から右方向へ一つずつ流される。てれび戦士は、流れてくる物（全部で4種類）が正解か不正解かを見極めながら、正解と思う物を取る。出演する戦士は3人。不正解者が多数いる場合、回答過程の内容を元にして、ダメ戦士を決める。
ドキドキ10カウント
クジ引きで決まった、とあるお題を10秒以内で達成させる。なお、お題の種類は様々。出演する戦士は4人。失敗者が多数いる場合は、独断でダメ戦士が選出される。ただし、3月30日の初回放送分のみ、アベコーLANDを紹介する目的も兼ねて、てれび戦士の長江崚行とメインMCである西山茉希の2人が挑戦した。
てれび戦士ダービー
このゲームは、回答者のてれび戦士4人以外に、問題の出題者となるてれび戦士が登場する。回答者の4名は、出題者となるてれび戦士が、食事をどの順番で行うかやゲームの順位を予想する。2問行い最低ポイント者が多数いる場合、回答過程の内容を元にして、ダメ戦士を決める。
プロフダウト
このゲームは、4人のてれび戦士が出演するが、その内1人は出題者として参加する。回答者は3人となる。回答者の3人は、出題者のてれび戦士自身のプロフィールに基づく3択の問題の中で、正解だと思う物を誘導尋問で導き出し、その番号の札で回答する。なお、問題の種類は、写真や現物など、お題によって異なる。2問行い最低ポイント者が多数いる場合、回答過程の内容を元にして、ダメ戦士を決める。
ランキングカードバトル
2学期より登場。このゲームは、4人のプレイヤーにそれぞれ6枚ずつてれび戦士が印刷されたカード（以下戦士カード）が配られ、プレイヤーは番組ホームページでとった「○○な戦士は誰?」アンケートで上位にランクインしていると思われる戦士カードを1枚出す。最も上位にランクインしていた戦士カードを出したプレイヤーに1ポイントが入る。1回の放送に付き2ゲーム行われるが、1ゲーム目に出した戦士カードを再び2ゲーム目で出すことはできない。ポイントがとれなかった戦士の中から回答過程の内容を元にして、ダメ戦士を決める。

### 放送日程
水曜日（2009年10月1日のみ木曜日）に放送。
| 2009年   | 内容                                  | 注釈      | 出典    |
| -------- | ------------------------------------- | --------- | ------- |
| 04月01日 | 決断コンベヤー                        | [ 注 33 ] | [ 18 ]  |
| 04月08日 | ドキドキ10カウント                    | [ 注 34 ] | [ 21 ]  |
| 04月15日 | てれび戦士ダービー                    | [ 注 35 ] | [ 24 ]  |
| 04月22日 | プロフダウト 藤井千帆                 | [ 注 36 ] | [ 27 ]  |
| 05月06日 | 決断コンベヤー                        | [ 注 37 ] | [ 30 ]  |
| 05月13日 | ドキドキ10カウント                    | [ 注 38 ] | [ 33 ]  |
| 05月20日 | てれび戦士ダービー                    | [ 注 39 ] | [ 36 ]  |
| 05月27日 | プロフダウト メロディー・チューバック | [ 注 40 ] | [ 39 ]  |
| 06月10日 | 決断コンベヤー                        | [ 注 41 ] | [ 42 ]  |
| 06月17日 | ドキドキ10カウント                    | [ 注 42 ] | [ 45 ]  |
| 06月24日 | てれび戦士ダービー                    | [ 注 43 ] | [ 48 ]  |
| 09月09日 | プロフダウト 脇菜々香                 | [ 注 44 ] | [ 53 ]  |
| 09月16日 | てれび戦士ダービー                    | [ 注 45 ] | [ 56 ]  |
| 09月23日 | ランキングカードバトル                | [ 注 46 ] | [ 58 ]  |
| 10月01日 | 決断コンベヤー                        | [ 注 47 ] | [ 101 ] |
| 10月07日 | ドキドキ10カウント                    | [ 注 48 ] | [ 61 ]  |
| 10月14日 | てれび戦士ダービー                    | [ 注 49 ] | [ 64 ]  |
| 10月21日 | プロフダウト 鍋本帆乃香               | [ 注 50 ] | [ 67 ]  |
| 10月28日 | ランキングカードバトル                | [ 注 51 ] | [ 70 ]  |
| 11月11日 | 決断コンベヤー                        | [ 注 52 ] | [ 73 ]  |
| 11月18日 | てれび戦士ダービー                    | [ 注 53 ] | [ 76 ]  |
| 11月25日 | プロフダウト 笠原拓巳                 | [ 注 54 ] | [ 79 ]  |
| 12月02日 | ランキングカードバトル                | [ 注 55 ] | [ 82 ]  |
| 2010年   | 内容                                  | 注釈      | 出典    |
| 01月13日 | 決断コンベヤー                        | [ 注 56 ] | [ 84 ]  |
| 01月20日 | ドキドキ10カウント                    | [ 注 57 ] | [ 86 ]  |
| 01月27日 | プロフダウト 齊藤稜駿                 | [ 注 58 ] | [ 97 ]  |
| 02月10日 | ランキングカードバトル                | [ 注 59 ] | [ 90 ]  |
| 02月17日 | アベコー杯ゲームスペシャル            | [ 注 60 ] | [ 102 ] |

## スミッコの反省部屋
2009年度1学期に放送されたエンディングコーナー。放送終了直前に、各コーナーでのてれび戦士の言動を元にして、スミッコが独断と偏見で各回指名する。指名される人数は大抵一人だが時に複数人となる場合もある。最多数は7月1日放送分の女子セパタクロー部の3人（加藤ジーナ・長谷川あかり・平田真優香）。指名された場合は、このコーナー特製の小部屋内で、スミッコから指名された理由を問われる。内容によっては、選ばれた理由となった映像や画像が流される場合もある。同コーナーの放送が始まった2009年度初めの頃は、エンディングトークではメインMCの二人と共に、西山茉希の隣でトークに参加した後、同コーナーの開始を予告した後に、立ちながら、小部屋へ自分の足で移動していた。足で小部屋の段差の位置を探りながらの移動もしていた。その為か、出演者に笑われることもあった。尚、後に同コーナー放送開始時には、既に小部屋に移動を済ませるように変更されている。
| 2009年       | てれび戦士                           |
| ------------ | ------------------------------------ |
| 3月30日 月曜 | 上妻成吾                             |
| 3月31日 火曜 | 長谷川あかり                         |
| 4月01日 水曜 | 鎮西寿々歌                           |
| 4月06日 月曜 | 齊藤稜駿                             |
| 4月07日 火曜 | 上妻成吾                             |
| 4月08日 水曜 | 千葉一磨                             |
| 4月13日 月曜 | 鎮西寿々歌                           |
| 4月14日 火曜 | 重本ことり                           |
| 4月15日 水曜 | 脇菜々香                             |
| 4月20日 月曜 | 上妻成吾                             |
| 4月21日 火曜 | 鈴木純一朗                           |
| 4月22日 水曜 | 荒木次元                             |
| 5月04日 月曜 | 伊藤元太                             |
| 5月05日 火曜 | 藤井千帆                             |
| 5月06日 水曜 | 白坂奈々                             |
| 5月11日 月曜 | 加藤ジーナ                           |
| 5月12日 火曜 | 水本凜                               |
| 5月13日 水曜 | 長谷川あかり                         |
| 5月18日 月曜 | 長江崚行                             |
| 5月19日 火曜 | 鈴木美知代                           |
| 5月20日 水曜 | 渡辺青來                             |
| 5月25日 月曜 | 伊藤元太                             |
| 5月26日 火曜 | 笠原拓巳、齊藤稜駿                   |
| 5月27日 水曜 | 西山茉希                             |
| 6月08日 月曜 | 伊藤元太                             |
| 6月09日 火曜 | 長谷川あかり                         |
| 6月10日 水曜 | 上妻成吾                             |
| 6月15日 月曜 | 荒木次元                             |
| 6月16日 火曜 | 笠原拓巳                             |
| 6月17日 水曜 | 中村あやの                           |
| 6月22日 月曜 | 木村遼                               |
| 6月23日 火曜 | 鈴木美知代、鎮西寿々歌               |
| 6月24日 水曜 | 平田真優香                           |
| 6月29日 月曜 | 笠原拓巳                             |
| 6月30日 火曜 | 笠原拓巳                             |
| 7月01日 水曜 | 長谷川あかり、平田真優香、加藤ジーナ |

## スミッコのてれび戦士調査隊
2009年度2学期の火曜日に放送。スミッコ（にしおかすみこ）がホームページに寄せられたてれび戦士に関する疑問を調査するコーナー。
1. 2009年11月10日
2. 2009年11月17日
3. 2009年11月24日
4. 2009年12月01日

## 街角ガチブリショー
2009年度。制限時間30秒でロケ先（スーパーディスクシューター、おしかけ歌謡ショーなど）の街の人のリクエストにてれび戦士が応えるコーナー。
| 2009年   | 回 | てれび戦士               | リクエスト                             |
| -------- | -- | ------------------------ | -------------------------------------- |
| 03月30日 | 01 | 長谷川あかり             | 小島よしおのモノマネ                   |
| 03月31日 | 02 | 武田聖夜                 | どじょうすくい                         |
| 04月01日 | 03 | 伊藤元太                 | おもしろいダジャレ                     |
| 04月06日 | 04 | 笠原拓巳                 | 最新の一発ギャグ                       |
| 04月07日 | 05 | 渡辺青來                 | 変顔                                   |
| 04月08日 | 06 | 水本凜                   | エド・はるみのモノマネ                 |
| 04月13日 | 07 | 木村遼                   | 笑いながら怒って                       |
| 04月13日 | 08 | 水本凜                   | はるな愛のモノマネ                     |
| 04月13日 | 09 | 藤井千帆                 | 高い声で名前を言う                     |
| 04月20日 | 10 | 藤井千帆                 | ニワトリのモノマネ                     |
| 04月20日 | 11 | 武田聖夜                 | クジラのモノマネ                       |
| 04月22日 | 12 | 鈴木美知代               | 早口言葉                               |
| 05月04日 | 13 | 藤井千帆                 | 変な顔                                 |
| 05月04日 | 14 | 伊藤元太                 | ゴリラの体操                           |
| 05月06日 | 15 | 鈴木美知代               | 決めポーズ                             |
| 05月11日 | 16 | 荒木次元                 | 一番おもしろいギャグ                   |
| 05月11日 | 17 | 藤井千帆                 | 鉛筆でボケて                           |
| 05月13日 | 18 | 荒木次元                 | ジョイマンのモノマネ                   |
| 05月18日 | 19 | 長江崚行                 | 牛のモノマネ                           |
| 05月18日 | 20 | 荒木次元                 | 赤ちゃん言葉で自分の名前を言う         |
| 05月20日 | 21 | 鍋本帆乃香               | 大阪のおばちゃんのモノマネ             |
| 05月25日 | 22 | 水本凜                   | 一番おもしろい変顔                     |
| 05月25日 | 23 | 鎮西寿々歌               | 特大の打ち上げ花火を体で表現           |
| 05月27日 | 24 | 木村遼                   | かき氷を一気食いした後のリアクション   |
| 06月08日 | 25 | 笠原拓巳                 | 一番おもしろいダジャレ                 |
| 06月08日 | 26 | 鈴木美知代               | 梅干しを食べた時の顔                   |
| 06月10日 | 27 | 木村遼                   | 鯉のモノマネ                           |
| 06月15日 | 28 | 長江崚行                 | 好きな曲のサビを歌って                 |
| 06月15日 | 29 | 鍋本帆乃香               | はんにゃのモノマネ                     |
| 06月17日 | 30 | 木村遼                   | ブタの相撲取り                         |
| 06月22日 | 31 | メロディー・チューバック | はんにゃの金田のモノマネ               |
| 06月22日 | 32 | 鈴木美知代               | 最高の笑顔                             |
| 06月24日 | 33 | メロディー・チューバック | 一番おもしろい変顔                     |
| 06月29日 | 34 | 鎮西寿々歌               | 熱いたこ焼きを食べたときのリアクション |
| 06月29日 | 35 | メロディー・チューバック | ゾウのモノマネ                         |
| 07月07日 | 36 | 木村遼                   | 阿波踊り                               |
| 10月13日 | 37 | 脇菜々香                 | 三振をしたピッチャーのリアクション     |
| 10月14日 | 38 | 木村遼                   | キツツキのモノマネ                     |
| 10月14日 | 39 | 中村あやの               | 変顔でボクを笑わせて                   |
| 10月19日 | 40 | 中村あやの               | 一発芸で笑わせて                       |
| 10月20日 | 41 | 齊藤稜駿                 | カッコいいきめポーズ                   |
| 10月21日 | 42 | 中村あやの               | ゴリラのモノマネ                       |
| 10月26日 | 43 | 加藤ジーナ               | 鬼のモノマネ                           |
| 10月27日 | 44 | 鈴木美知代               | ひょっとこの踊り                       |
| 10月28日 | 45 | 加藤ジーナ               | カッパのモノマネ                       |
| 11月03日 | 46 | 中村あやの               | ものすごくシラケてしまうギャグ         |
| 11月03日 | 47 | 脇菜々香                 | 恐竜のモノマネ                         |
| 11月03日 | 48 | 鈴木美知代               | おなががすいたウサギのモノマネ         |
| 11月04日 | 49 | 長谷川あかり             | かき氷を食べたときの顔                 |
| 11月04日 | 50 | 加藤ジーナ               | 熱い温泉に入ったときのリアクション     |
| 11月04日 | 51 | 鈴木美知代               | すっぱいお酢を飲んだときのリアクション |
| 11月04日 | 52 | 上妻成吾                 | 焼かれたイカのモノマネ                 |
| 11月04日 | 53 | 加藤ジーナ               | 一番の変顔                             |
| 11月05日 | 54 | 鈴木美知代               | 宿題を忘れて先生に怒られたときの顔     |
| 11月05日 | 55 | 加藤ジーナ               | 犬のモノマネ                           |

## てれび戦士1分勝負!
2009年度の総集編回に放送。「ワンミニッツクエスチョン」と同じく、1人のてれび戦士が、ナレーターのする質問に1分間答え続けるコーナー。戦士の後ろには「アベコーLAND」の部下、ボブ（簗瀬憲光）とカルロス（北島達也）が立っている。ナレーションは坂口候一。2009年度てれび戦士が1人1回ずつ出演し、全24回。
| 2009年   | 回 | てれび戦士               |
| -------- | -- | ------------------------ |
| 08月24日 | 01 | 渡辺青來                 |
| 08月24日 | 02 | 上妻成吾                 |
| 08月24日 | 03 | 水本凜                   |
| 08月24日 | 04 | 千葉一磨                 |
| 08月25日 | 05 | 加藤ジーナ               |
| 08月25日 | 06 | 鎮西寿々歌               |
| 08月25日 | 07 | 平田真優香               |
| 08月25日 | 08 | 重本ことり               |
| 08月26日 | 09 | 藤井千帆                 |
| 11月03日 | 10 | 武田聖夜                 |
| 11月04日 | 11 | 荒木次元                 |
| 11月05日 | 12 | 齊藤稜駿                 |
| 11月05日 | 13 | 鈴木美知代               |
| 12月07日 | 14 | 笠原拓巳                 |
| 12月07日 | 15 | 長谷川あかり             |
| 12月08日 | 16 | 鍋本帆乃香               |
| 12月09日 | 17 | メロディー・チューバック |
| 12月09日 | 18 | 脇菜々香                 |
| 12月10日 | 19 | 長江崚行                 |
| 12月17日 | 20 | 木村遼                   |
| 12月22日 | 21 | 伊藤元太                 |
| 12月23日 | 22 | 中村あやの               |
| 12月29日 | 23 | 鈴木純一朗               |
| 12月30日 | 24 | 白坂奈々                 |

## 夏合宿2009 てれび戦士強化合宿 in 小豆島

### 概要
てれび戦士同士で競い合いながらパワーアップをはかる「てれび戦士強化合宿 in 小豆島」。
通常放送枠であるが、その他のコーナーを一切放送しない「特別編」。

### 基礎情報
- 放送期間
  - 本放送：2009年8月31日 - 2009年9月01日（月曜 - 火曜）
  - 再放送：2009年9月28日 - 2009年9月29日（月曜 - 火曜）
- ロケ場所：香川県小豆島
- ナレーション：土田大
- 出典：[103][104][105][106]

### 出演者
- すももチーム（赤）
  - 千葉一磨、齊藤稜駿、伊藤元太、上妻成吾、長江崚行
  - 藤井千帆、加藤ジーナ、メロディー・チューバック、鈴木美知代、中村あやの、平田真優香、白坂奈々
- オリーブチーム（緑）
  - 笠原拓巳、武田聖夜、荒木次元、木村遼、鈴木純一朗
  - 長谷川あかり、鍋本帆乃香、重本ことり、脇菜々香、水本凜、渡辺青來、鎮西寿々歌

### 前編 山対決
2009年8月31日（月曜）放送。司会は笠原拓巳と藤井千帆。
流しそうめん
- 対決用そうめん作り
指導は中武義景。そうめん工場で伊藤元太と鎮西寿々歌が手延べ作業を体験。
- 助っ人探し オリーブチーム「オリーブの収穫をしている人」
地元の子どもたちからオリーブ農園「井上誠耕園」を教えてもらい、農園で働く、要らなくなったオリーブの枝などを使って工芸品を作っている行田千秋を助っ人に選ぶ。
- 助っ人探し すももチーム「流しそうめんの経験がある人」
流しそうめんの経験がある大工のジョゼフ・ジョン・デニスを訪ね、橋の使い方をチェックするため、伊藤元太と「小豆つかみ競争」、伊藤元太より1コ多いだけの微妙な結果だったが助っ人に選ぶ。
- 流しそうめん対決
制限時間は1分。すくったそうめんの量が多いチームの勝利。

| 順       | 先攻                           | 後攻                       |
| チーム   | オリーブ                       | すもも                     |
| -------- | ------------------------------ | -------------------------- |
| 流し役   | 武田聖夜                       | 平田真優香                 |
| すくい役 | 鍋本帆乃香 鎮西寿々歌 行田千秋 | 中村あやの 伊藤元太 ジョン |
| 結果     | 543g                           | 725g                       |
勝利したのはすももチーム、30ポイント獲得。
ブレイクタイム
荒木次元と長江崚行が歌う「ミュージック・アワー」にのせて小豆島（寒霞渓）を紹介。
- 寒霞渓ロープウェイ
- かわら投げ

対決用カブトムシ探し
- すももチーム（千葉一磨、上妻成吾、鈴木美知代）
小学校でサッカーをしていた子どもたちに「小豆島町商工会」に案内してもらう。商工会の2階には地元の夏祭りで子どもたちにあげるために集めた、オス・メス合わせて約80匹のカブトムシが飼われていた。担当の山下裕由から小豆島のカブトムシは暗くなった街灯の下によく落ちていることを教わり、日が暮れてからカブトムシ採りに出発。1時間探すも採れたのはメス1匹。そこで商工会が飼っているオスのカブトムシの中からてれび戦士1人ずつ3匹を選び、木にしがみつく力を比較した結果、鈴木美知代が選んだカブトムシに決まった。
- オリーブチーム（荒木次元、鈴木純一朗、水本凜）
あみを持ってカワニナやタマムシを採っていた子どもたちに「絶対にカブトムシがいる場所」を案内してもらう。そこは亘和彦が卵から育てて自然に帰す養殖場だった。30分間でオス4匹、メス2匹を捕まえ、その中から大きなオスのカブトムシを選んだ。

きもだめし対決
坂を登って神社の境内に、神馬像の下にある旗を取り、戻ってくる。途中には相手チームのおどかし役がいる。女子2名は持っている水をこぼさないように運ぶ。残っている水が多いほうの勝利。念のため地元のボーイスカウト高岸明広に一番後ろを歩いてもらう。
- 先攻 すももチーム（メロディー・チューバック、白坂奈々 / 齊藤稜駿）
スタート直後に泣き出すメロディー・チューバック。ただの風でも驚く女子2人。
〔神門〕宇宙人の格好をした脇菜々香。メロディー・チューバックが水こぼす。
〔拝殿〕馬のお面をつけた鈴木純一朗。絶叫するも水こぼさず。齊藤稜駿「コップ意識しようよ!」。
〔馬像〕白づくめの長谷川あかり。旗を足で取ろうとするメロディー・チューバック。2人とも水こぼす。白坂奈々「白い人が怖かった」
- 後攻 オリーブチーム（重本ことり、渡辺青來 / 武田聖夜）
重本ことりが叫びながら、何もないところで水をこぼす。
〔神門〕きつねのお面をつけた平田真優香。「やめて」と言いながら平田真優香に水をかける重本ことり。
〔拝殿〕宇宙人の格好した中村あやの。重本ことり「仮面はずしなさいよ!」。
〔馬像〕馬のお面をつけた千葉一磨、女子2人にお面を取られる。

| 順   | チーム   | 水量  |
| ---- | -------- | ----- |
| 先攻 | すもも   | 700ml |
| 後攻 | オリーブ | 620ml |
勝利したのはすももチーム、20ポイント獲得。
カブトムシ相撲
合宿2日目。試合会場は寒霞渓特設ステージ。
てれび戦士はファイトの合図でカブトムシから手を離す。「土俵のから相手の体を半分以上出す」「ひっくり返す」「相手が逃げる」のいずれかで勝利となる。
| チーム   | カブトムシ   | 体長  | 角長  | 勝敗 |
| -------- | ------------ | ----- | ----- | ---- |
| すもも   | マックス     | 8.0cm | 3.0cm | 勝利 |
| オリーブ | カブトリーブ | 7.5cm | 2.5cm | 敗北 |
オリーブチームの「カブトリーブ」が逃げるように土俵外に出たため、すももチームの勝利、30ポイント獲得。

### 後編 海対決
2009年9月1日（火曜）放送。司会は千葉一磨と長谷川あかり。舞台は余島ビーチ。
バットでぐるぐるクイズ
バットをおでこにあてて10回まわり、ゴールにあるボタンを押してクイズに答える。
| 問題                                                 | 着 | 解答          | 解答 | 正解 |
| ---------------------------------------------------- | -- | ------------- | ---- | ---- |
| 第1問「夏」 真夏日とは最高気温何度以上のこと?        | 先 | オ 鎮西寿々歌 | 40度 | 30度 |
| 第1問「夏」 真夏日とは最高気温何度以上のこと?        | 後 | す 加藤ジーナ | 35度 | 30度 |
| 第2問「天てれ」 中学生のてれび戦士は何人?            | 先 | す 齊藤稜駿   | 07人 | 13人 |
| 第2問「天てれ」 中学生のてれび戦士は何人?            | 後 | オ 荒木次元   | 14人 | 13人 |
| 第3問「小豆島」 小豆島の人口は3万人以上である○か×か? | 先 | す 長江崚行   | ×    | ○    |
| 第3問「小豆島」 小豆島の人口は3万人以上である○か×か? | 後 | オ 木村遼     | ○    | ○    |
オリーブチームが1問正解で10ポイント獲得。
男子ガチンコビーチフラッグ
男子全員参加のため、司会は長谷川あかりと藤井千帆。
10メートル先の旗を先にゲットするビーチフラッグ対決。
予選は2回。5人ずつで2本の旗を狙う。
| 順   | 予選1組目   | 予選2組目     |
| ---- | ----------- | ------------- |
| 1位  | オ 武田聖夜 | す 千葉一磨   |
| 2位  | オ 荒木次元 | オ 笠原拓巳   |
| 敗退 | す 齊藤稜駿 | す 長江崚行   |
| 敗退 | す 伊藤元太 | オ 木村遼     |
| 敗退 | す 上妻成吾 | オ 鈴木純一朗 |
決勝は「金色の旗」20ポイント、「銀色の旗」10ポイントを4人で狙う
| てれび戦士  | 獲得     |
| ----------- | -------- |
| オ 荒木次元 |          |
| す 千葉一磨 |          |
| オ 武田聖夜 | 金色の旗 |
| オ 笠原拓巳 | 銀色の旗 |
金色の旗が分裂して、「下部の棒」を武田聖夜、「上部の旗」を千葉一磨がゲット、リプレイ判定で武田聖夜の勝利。
オリーブチームが30ポイント獲得。
ブレイクタイム
メロディー・チューバック、水本凜、木村遼、長江崚行の4人は朝7時、内海漁協の漁師さんと網を仕掛けた漁場に。網ですくった分はすべて分けてくれると言われ、重い魚をすくいあげる。しかし、長江崚行が船酔いでダウン。それでも残りの3人で30尾以上をすくった。
てれび戦士たちは地元の人たちと一緒に魚介類の贅沢なバーベキューパーティーを開催。
バーベキューの映像とともに、重本ことりと脇菜々香が歌う「青い珊瑚礁」。
女子だらけのビーチドッジボール
女子全員参加のため、司会は笠原拓巳と千葉一磨。審判は武田聖夜。
巨大ボールを使ったビーチドッジボール。内野が全員アウトになったら勝負あり、外野は相手をアウトにしても入れない。
じゃんけんの結果、オリーブチームの先攻。
|      | すももチーム                                 | すももチーム                                 | オリーブチーム                 | オリーブチーム                 |
| 結果 | 0人                                          | 0人                                          | 3人                            | 3人                            |
| ---- | -------------------------------------------- | -------------------------------------------- | ------------------------------ | ------------------------------ |
| 内野 | 平田真優香                                   | OUT1                                         | 脇菜々香                       | OUT4                           |
| 内野 | 鈴木美知代                                   | OUT2                                         | 長谷川あかり                   | SAFE                           |
| 内野 | 加藤ジーナ                                   | OUT3                                         | 鍋本帆乃香                     | SAFE                           |
| 内野 | 藤井千帆                                     | OUT5                                         | 水本凜                         | SAFE                           |
| 外野 | メロディー・チューバック 中村あやの 白坂奈々 | メロディー・チューバック 中村あやの 白坂奈々 | 重本ことり 渡辺青來 鎮西寿々歌 | 重本ことり 渡辺青來 鎮西寿々歌 |
勝利したのはオリーブチーム、30ポイント獲得。
ファイナル綱引き
最終決戦は綱引き。3本勝負で先に2勝したほうの勝利。審判は高岸明広。
| チーム   | 1 | 2 | 3 | 勝 |
| -------- | - | - | - | -- |
| すもも   | ○ | ● | ● | 1  |
| オリーブ | ● | ○ | ○ | 2  |
勝利したのはオリーブチーム、50ポイント獲得。
最終結果
| チーム                         | すもも | オリーブ |
| 最終結果                       | 080    | 120      |
| ------------------------------ | ------ | -------- |
| 流しそうめん                   | 030    | 000      |
| きもだめし対決                 | 020    | 000      |
| カブトムシ相撲                 | 030    | 000      |
| バットでぐるぐるクイズ         | 000    | 010      |
| 男子ガチンコビーチフラッグ     | 000    | 030      |
| 女子だらけのビーチドッジボール | 000    | 030      |
| ファイナル綱引き               | 000    | 050      |
オリーブチームの優勝。「夏祭り食べ放題&遊び放題券」を獲得。
夏祭り
優勝したオリーブチームはフライドポテト、かき氷、焼き鳥、スーパーボールすくいの食べ放題、遊び放題。
最後は祭りに参加できなかったすももチームも一緒に花火大会を鑑賞。

## 冬合宿2010 番組一日独占権争奪 大クイズ大会

### 概要
「平成22年2月22日 天才てれびくんMAX 番組一日独占権」をかけた大クイズ大会。
山梨県での合宿であるが、放送1日目オープニングの「バス移動」、放送2日目オープニングの「新年のあいさつ」を除いた、番組本編は学校の敷地内で収録されている。
通常放送枠であるが、その他のコーナーを一切放送しない「特別編」。

### 基礎情報
- 放送期間
  - 本放送：2010年1月4日 - 2010年1月5日（月曜 - 火曜）
  - 再放送：2010年2月1日 - 2010年2月2日（月曜 - 火曜）
- てれび戦士
  - 赤：長谷川あかり、荒木次元、齊藤稜駿、白坂奈々
  - 緑：千葉一磨、鈴木美知代、平田真優香、鈴木純一朗
  - 青：笠原拓巳、重本ことり、水本凜、上妻成吾
  - ピンク：藤井千帆、メロディー・チューバック、中村あやの、木村遼
  - 黄：武田聖夜、脇菜々香、渡辺青來、長江崚行
  - オレンジ：加藤ジーナ、鍋本帆乃香、伊藤元太、鎮西寿々歌
- ナレーション：久嶋志帆
- 出典：[107][108][109][110]

### 前編
基礎情報
- 放送日：2010年1月4日（月曜）
- MC：麒麟
- ロケ場所：山梨県南都留郡富士河口湖町 河口湖北中学校

第1回戦 4人でいっしょクイズ
二人三脚をした2組がさらに腕や肩を組む、4人揃って走り解答するクイズ。
視聴者1000人のアンケートより問題を作成。答えだと思うのぼりに走る。1つの答えに1チームの早い者勝ち。ランキング6位を選んだチームが脱落。
| お正月といえば何? | お正月といえば何? | お正月といえば何? | お正月といえば何? |
| 順                | チーム            | 選択              | 正解              |
| ----------------- | ----------------- | ----------------- | ----------------- |
| 1着               | ピンク            | お年玉            | 1位               |
| 2着               | 黄                | 書き初め          | 6位               |
| 3着               | 赤                | 初もうで          | 5位               |
| 4着               | オレンジ          | 年賀状            | 2位               |
| 5着               | 青                | おぞうに          | 4位               |
| 6着               | 緑                | かがみもち        | 3位               |
「黄」チームが脱落。
第2回戦 お年玉ばらまきクイズ
クレーンの上から「お年玉袋」をばらまく。お年玉袋の中には「一万円」「千円」「ハズレ」のどれかが入っており、金額が高いとクイズは簡単。一人が正解するとチーム勝ち抜け。5チーム中3チームが通過。
| 順 | 問題 / 解答者 | 問題 / 解答者                             | 正解 / 解答 |
| -- | ------------- | ----------------------------------------- | ----------- |
| 1  | 千円          | カズノコは何の魚の卵?                     | ニシン      |
| 1  | ピンク        | 木村遼                                    | サンマ      |
| 2  | 千円          | お札の中で富士山が描かれているのは何円札? | 千円札      |
| 2  | オレンジ      | 伊藤元太                                  | 千円札      |
| 3  | 一万円        | 新年 初めてのぼった太陽を何という?        | 初日の出    |
| 3  | 青            | 上妻成吾                                  | 新日        |
| 4  | 一万円        | 年賀状を送る時 入れる赤い箱は何?          | ポスト      |
| 4  | 赤            | 白坂奈々                                  | ポスト      |
| 5  | 一万円        | 大みそかに108回つく鐘 何とよぶ?           | 除夜の鐘    |
| 5  | ピンク        | メロディー・チューバック                  | 除夜の鐘    |
「オレンジ」「赤」「ピンク」チームが3回戦進出。
敗者復活戦 グルメリポーター対決
「黄」「青」「緑」チームの敗者復活戦。チーム代表者によるグルメリポート対決。一番おいしそうにリポートした1チームが復活。
食べるのは山梨県名物「ほうとう」。審査員は彦摩呂。
- お手本 彦摩呂
「お野菜の学級会や!」「ほうとうの温泉旅行や!」
- 「黄」脇菜々香
湯気がたくさん出てるし、もう野菜も盛りだくさんですよ。ふっといですね、なんかうどんみたいな感じやと思ってたんですけど全然違う。「菜々香のおいしさメーター…マックスすぎましたよ!」
- 「青」重本ことり
すごいですコレ。大変よろしゅうございますねぇ。私事に今日は山梨県に来てるよいうことで今日は徳島弁でいきたいと思います。いっぱい具ぅ入っとるわ。見てこの太い麺、湯気も出てるし、レンズ曇るよ。どないしよ、プルプルやし太いし歯ごたえあって「ことりのあこがれのお肌や!」
- 「緑」千葉一磨
さあ、蓋を開けましょう。ちょっとカメラさん来てください。見てください蓋の裏の水滴、輝いてます。それだけいい湯気が出ているのです。ほうとうといえば、わたくし聞いたことがあるんですけどかぼちゃ、これが何とも言えないらしいんですが、いただきます。かぼちゃの甘みと苦みをうまく混合された味がうまく引き出されています。これは普通の「かぼちゃの煮つけでは味わえない」んじゃないのでしょうか。

審査の基準はその人が食べてるのを見て自分も食べたいなって思った人。
- 批評「緑」千葉一磨
食べ物に対してすごい丁寧で、自分が今まで食べた「過去の味覚と比べて」の表現がすごく良かったので、君を「今日から一麿呂にします」。
- 批評「黄」脇菜々香
すごい女の子らしくて手を添えたんです料理に、これを「グルメの“天使のはね”」というんです。「料理をはばたかせた」。
- 批評「青」重本ことり
個性がたっぷりでカメラの向こうにみんなが見てるっていう意識は強かった。

優勝は「緑」チーム。
第3回戦 新年会クイズ
「オレンジ」「赤」「ピンク」「緑」チームで行う早押しクイズ。間違えたらその問題に対して解答権がなくなる。2問正解で勝ち抜け。3チームが通過。
| Q | 問題 / 正解                                                        | 問題 / 正解                                                        | 問題 / 正解                                                        |
| - | ------------------------------------------------------------------ | ------------------------------------------------------------------ | ------------------------------------------------------------------ |
| 1 | シルエットクイズ「2009年話題だった人のそっくりさん」               | シルエットクイズ「2009年話題だった人のそっくりさん」               | シルエットクイズ「2009年話題だった人のそっくりさん」               |
| 1 | マイケル・ジャクソン（まいける井上）                               | 緑                                                                 | 千葉一磨                                                           |
| 2 | 昨年50歳で亡くなったマイケル・ジャクソン まいける井上との共通点は? | 昨年50歳で亡くなったマイケル・ジャクソン まいける井上との共通点は? | 昨年50歳で亡くなったマイケル・ジャクソン まいける井上との共通点は? |
| 2 | 年齢                                                               | 赤                                                                 | 長谷川あかり                                                       |
| 3 | まいける井上さんが実演したダンスの名前は?                          | まいける井上さんが実演したダンスの名前は?                          | まいける井上さんが実演したダンスの名前は?                          |
| 3 | ムーンウォーク                                                     | ピンク                                                             | 木村遼                                                             |
| 4 | シルエットクイズ「2009年話題だった人のそっくりさん」               | シルエットクイズ「2009年話題だった人のそっくりさん」               | シルエットクイズ「2009年話題だった人のそっくりさん」               |
| 4 | 鳩山由紀夫（鳩山来留夫）                                           | 赤                                                                 | 齊藤稜駿                                                           |
| 5 | 鳩山来留夫さんが髪を白くするために使っていたものは?                | 鳩山来留夫さんが髪を白くするために使っていたものは?                | 鳩山来留夫さんが髪を白くするために使っていたものは?                |
| 5 | 絵の具                                                             | 緑                                                                 | 鈴木美知代                                                         |
| 6 | 鳩山来留夫さんが付き人をしていた有名人は誰?                        | 鳩山来留夫さんが付き人をしていた有名人は誰?                        | 鳩山来留夫さんが付き人をしていた有名人は誰?                        |
| 6 | ビートたけし                                                       | オレンジ                                                           | 鍋本帆乃香                                                         |
| 7 | マイケル・ジャクソンが所属していた兄弟5人の音楽グループは?         | マイケル・ジャクソンが所属していた兄弟5人の音楽グループは?         | マイケル・ジャクソンが所属していた兄弟5人の音楽グループは?         |
| 7 | ジャクソン5                                                        | ピンク                                                             | メロディー・チューバック                                           |
「赤」「緑」「ピンク」チームが決勝戦進出。

### 後編
基礎情報
- 放送日：2010年1月5日（火曜）
- MC：トータルテンボス
- ロケ場所：山梨県南都留郡忍野村

板東英二さんクイズ
板東英二にまつわる早押しクイズ。クイズは5問、3バンドウ（ポイント）先取で優勝。
| Q | 問題 / 正解                                               | 問題 / 正解                                               | 問題 / 正解                                               |
| - | --------------------------------------------------------- | --------------------------------------------------------- | --------------------------------------------------------- |
| 1 | クイズ番組で答えられるよう板東さんが持ち歩いているものは? | クイズ番組で答えられるよう板東さんが持ち歩いているものは? | クイズ番組で答えられるよう板東さんが持ち歩いているものは? |
| 1 | 単語帳                                                    | 緑                                                        | 平田真優香                                                |
| 2 | 板東さんはどんなゆで卵が好き?                             | 板東さんはどんなゆで卵が好き?                             | 板東さんはどんなゆで卵が好き?                             |
| 2 | 火の通った かたいゆで卵                                   | 赤                                                        | 荒木次元                                                  |
| 3 | 板東さんが死ぬまでにやりたいと思っている仕事は何?         | 板東さんが死ぬまでにやりたいと思っている仕事は何?         | 板東さんが死ぬまでにやりたいと思っている仕事は何?         |
| 3 | プロ野球の監督                                            | 緑                                                        | 千葉一磨                                                  |
| 4 | プロ野球の選手だった板東さんのポジションは?               | プロ野球の選手だった板東さんのポジションは?               | プロ野球の選手だった板東さんのポジションは?               |
| 4 | ピッチャー                                                | 赤                                                        | 齊藤稜駿                                                  |
| 5 | 板東さんがプロ野球引退後 野球をネタに始めたことは?        | 板東さんがプロ野球引退後 野球をネタに始めたことは?        | 板東さんがプロ野球引退後 野球をネタに始めたことは?        |
| 5 | 落語                                                      | ピンク                                                    | 木村遼                                                    |
4問目までは1問1バンドウで「緑」「赤」が2バンドウずつ。最終問題が1問3バンドウで「ピンク」チームの優勝。
番組独占権は「1人」だけ。「ピンク」チーム4人は個人戦進出。
敗者復活戦 ○×クイズ
敗者20人の中から復活できるのはたった1人。1人になるまで続ける○×クイズ。
| Q | 問題                                                    | 正解 | 残数 |
| - | ------------------------------------------------------- | ---- | ---- |
| 1 | 2010年4月には天てれは放送17年目をむかえる               | ×    | 19人 |
| 5 | 〔第2問から第5問までダイジェスト〕                      | ○    | 05人 |
| 6 | カーリングは1チーム5人で行う                            | ×    | 03人 |
| 7 | 1988年に北海道壮瞥町がルールを決めたスポーツは雪合戦    | ○    | 02人 |
| 8 | 建設中の電波塔（東京スカイツリー）その高さは634メートル | ○    | 01人 |
敗者復活は長江崚行。
第5回戦 イス取りゲームdeクイズ
藤井千帆、メロディー・チューバック、中村あやの、木村遼、長江崚行の5人が参加。椅子取りゲームを行い、椅子を奪い取った人の中から「あたり」を引いた人のみがクイズに挑戦できる。クイズに正解した2人がファイナルステージ進出。
| 順 | 問題 / 解答者                                              | 正解 / 解答          |
| -- | ---------------------------------------------------------- | -------------------- |
| 1  | 加藤清史郎くんが歌っている曲名は?                          | かつおぶしだよ人生は |
| 1  | メロディー・チューバック                                   | かつおぶしだぜ人生は |
| 2  | 中2のてれび戦士 あかり・千帆・拓巳・一磨 あともう一人は誰? | 武田聖夜             |
| 2  | 長江崚行                                                   | 武田聖夜             |
| 3  | 天てれのMCだった3人組 「安田大サーカス」ともう一組は?      | ダチョウ俱楽部       |
| 3  | 木村遼                                                     | ダチョウ俱楽部       |
長江崚行と木村遼がファイナルステージ進出。
ファイナルステージ 戦士クイズ
てれび戦士22人が自分にまつわる2択クイズを出題。正解した数の多いほうの勝利。
| Q  | 問題                                                | 選択肢                                | 正解 | 崚行  | 遼    |
| -- | --------------------------------------------------- | ------------------------------------- | ---- | ----- | ----- |
| 01 | 長谷川あかり 私の小さいころの夢は?                  | A 電気屋さんの店員 B きれいなお姉さん | A    | A 01P | A 01P |
| 02 | 笠原拓巳 持っているお笑いDVDの数は?                 | A 50 B 28                             | A    | B 01P | A 02P |
| 03 | 鈴木美知代 わたしの得意なスポーツは?                | A スキー B スケート                   | A    | A 02P | A 03P |
| 04 | 武田聖夜 ぼくのミドルネームは?                      | A トレンティーノ B タランティーノ     | A    | A 03P | A 04P |
| 05 | 鍋本帆乃香 わたしが朝起きると必ずすることは?        | A 二度寝 B 水を飲む                   | A    | A 04P | A 05P |
| 06 | 荒木次元 幼稚園の時のニックネームは?                | A 声高おとこ B 髪長おんな             | B    | A 04P | B 06P |
| 07 | 重本ことり 徳島でお好み焼きに入れるものは?          | A 金時豆 B なると                     | A    | B 04P | B 06P |
| 08 | 平田真優香 わたしの好きな戦国武将の名前は?          | A 石田三成 B 直江兼続                 | A    | B 04P | B 06P |
|    | 水本凜 わたしが唯一苦手な動物は?                    | A ねこ B はと                         | B    | B 06P | B 08P |
| 16 | 白坂奈々 新年最初に誕生日を迎える戦士は?            | A あかりと元太 B 凜と美知代           | A    | A 10P | A 12P |
| 18 | 千葉一磨 最近つけられたニックネームは?              | A ちーくん B 店長                     | A    | B 11P | B 13P |
| 19 | 伊藤元太 ごはんを食べる時、することは?              | A マヨネーズをかける B 牛乳を飲む     | B    | A 11P | B 14P |
| 20 | メロディー・チューバック 中学校の部活動 私の所属は? | A 弦楽部 B サーカス部                 | A    | A 12P | A 15P |
クイズは全22問。第20問終了時点で3ポイント差をつけた木村遼の優勝。

## 遼スペシャル
2010年2月22日（月曜）放送。「平成22年2月22日」2並びの日に放送された特別企画で、新春スペシャル「冬合宿2010 番組一日独占権争奪 大クイズ大会」の優勝特典。
MCは木村遼。アシスタントは藤井千帆。スタジオ出演はてれび戦士24人のみ。照英、西山茉希、にしおかすみこは未出演。
内容
- 遼企画その1 ドラマ
よみきりっ! 第5話「君のもとへ」
- 遼企画その2 スタジオコーナー
あなただったらどうする!?「デート中にこわそうな人たちにからまれた時」
- ハピ子コーナー
春のおしゃれファッション
- 遼企画その3 部活動
復活セパタクロー部
- エンディングMTK「きっと、大丈夫」

## 冬の大運動会SP2010

### 放送日
- 前半戦：2010年2月23日（火曜）
- 後半戦：2010年2月24日（水曜）

### 出演者
- 司会：照英、西山茉希、にしおかすみこ
- 実況：廣田直敬
- 青チーム
  - キャプテン：千葉一磨
  - 鍋本帆乃香、渡辺青來、木村遼、長江崚行、鎮西寿々歌
- 赤チーム
  - キャプテン：長谷川あかり
  - 齊藤稜駿、重本ことり、メロディー・チューバック、平田真優香、上妻成吾
- 緑チーム
  - キャプテン：笠原拓巳
  - 藤井千帆、荒木次元、加藤ジーナ、鈴木美知代、白坂奈々
- 黄チーム
  - キャプテン：武田聖夜
  - 脇菜々香、中村あやの、伊藤元太、水本凜、鈴木純一朗
- 運動会アシスタント
  - ボブ（簗瀬憲光）、カルロス（北島達也）、トーレス（石黒康広）、ドミンゴ（下瀬道現）
- SPゲスト：ワッキー

### 前半戦
- 放送日：2010年2月23日 火曜

スキーペアクロスカントリーレース
スキー板を使った二人三脚。
| 順位 | 組   | 前             | 後           |
| ---- | ---- | -------------- | ------------ |
| 1位  | 黄   | 脇菜々香       | 武田聖夜     |
| 2位  | 緑   | 笠原拓巳       | 鈴木美知代   |
| 3位  | 青   | 鍋本帆乃香     | 千葉一磨     |
| 4位  | 赤   | 齊藤稜駿       | 長谷川あかり |
| 5位  | 大人 | にしおかすみこ | 西山茉希     |
アイスホッケー&カーリングるぐるジェスチャータイムレース
1. アイスホッケーのシュートを決める
2. カーリングのステッキを使い10回まわる
3. ジェスチャーを味方が当てる

以上の3種目を終えるまでのタイムを競う。
| 組 | 代表者     | ジェスチャー                                 | タイム    |
| -- | ---------- | -------------------------------------------- | --------- |
| 黄 | 伊藤元太   | カーリングをする小島よしお                   | 1分35秒49 |
| 緑 | 藤井千帆   | スピードスケートをするゆってぃ               | 1分48秒14 |
| 青 | 鎮西寿々歌 | フィギュアスケートをするマイケル・ジャクソン | 2分43秒06 |
| 赤 | 重本ことり | スキージャンプをするオードリー春日           | 2分18秒79 |

### 後半戦
- 放送日：2010年2月24日 水曜

ショートトラックリレー
約70メートルのトラックを1周ずつ走る。
|      | 青チーム                                                | 赤チーム                                                                      | 緑チーム                                                  | 黄チーム                                                |
| ---- | ------------------------------------------------------- | ----------------------------------------------------------------------------- | --------------------------------------------------------- | ------------------------------------------------------- |
| 走順 | 長江崚行 渡辺青來 鍋本帆乃香 鎮西寿々歌 木村遼 千葉一磨 | 齊藤稜駿 上妻成吾 メロディー・チューバック 重本ことり 平田真優香 長谷川あかり | 荒木次元 鈴木美知代 白坂奈々 藤井千帆 加藤ジーナ 笠原拓巳 | 鈴木純一朗 水本凜 脇菜々香 中村あやの 伊藤元太 武田聖夜 |
| 順位 | 1位                                                     | 3位                                                                           | 2位                                                       | 4位                                                     |
ギリギリ!スケルトンバトル
スケルトンにうつぶせで乗った選手をパートナーが押し、谷底にどれだけ近づけたかを競う。
| 組 | 押す       | 乗る       | 記録   |
| -- | ---------- | ---------- | ------ |
| 青 | 千葉一磨   | 木村遼     | 0m30cm |
| 緑 | 笠原拓巳   | 白坂奈々   | 失格   |
| 黄 | 脇菜々香   | 鈴木純一朗 | 失格   |
| 赤 | 平田真優香 | 上妻成吾   | 3m63cm |
ガールズお弁当手作り選手権
ガールズ通信社の番外編。「冬 元気が出るお弁当」を照英にプレゼン。
| 組 | 代表者                   | 弁当                              | 結果 |
| -- | ------------------------ | --------------------------------- | ---- |
| 青 | 渡辺青來                 | フレフレファイヤー弁当            |      |
| 赤 | メロディー・チューバック | 勝利の寅弁 〜Lunch of the TIGER〜 | 優勝 |
| 緑 | 加藤ジーナ               | めざせ日本一!がんばれ弁当         |      |
| 黄 | 中村あやの               | ひまわり イナズマ弁当             |      |
チーム対抗MAX騎馬戦
おもちゃのハンマーで紙風船を割る騎馬戦。
アシスタント1人騎馬とてれび戦士3人騎馬の各チーム2騎。
| 組 | 第1騎馬  | 第1騎手  | 第2騎手    | 指示役                   |
| -- | -------- | -------- | ---------- | ------------------------ |
| 青 | ボブ     | 千葉一磨 | 長江崚行   | 渡辺青來                 |
| 赤 | トーレス | 上妻成吾 | 重本ことり | メロディー・チューバック |
| 緑 | カルロス | 荒木次元 | 白坂奈々   | 笠原拓巳                 |
| 黄 | ドミンゴ | 武田聖夜 | 水本凜     | 鈴木純一朗               |
- 優勝：黄チーム（武田聖夜&ドミンゴ組）

6種目結果
| 種目                                                    | 青 | 赤 | 緑 | 黄 |
| ------------------------------------------------------- | -- | -- | -- | -- |
| スキーペアクロスカントリーレース                        | 10 | 05 | 15 | 20 |
| アイスホッケー&カーリングるぐるジェスチャータイムレース | 05 | 10 | 15 | 20 |
| ショートトラックリレー                                  | 20 | 10 | 15 | 05 |
| ギリギリ!スケルトンバトル                               | 20 | 15 | 0  | 0  |
| ガールズお弁当手作り選手権                              | 0  | 20 | 0  | 0  |
| チーム対抗MAX騎馬戦                                     | 0  | 0  | 0  | 20 |
| 6種目 合計                                              | 55 | 60 | 45 | 65 |
最終!綱引き合戦
順位に応じたパラマストーナメントで行われる綱引き最終決戦。
照英&西山茉希ペアとワッキー&スミッコペアが助っ人として参加。順位の高いチームが好きな助っ人を選択できる。
|        | 試合結果                          | 試合結果 | 試合結果 | 試合結果                          |
| ------ | --------------------------------- | -------- | -------- | --------------------------------- |
| 1回戦  | 青チーム（3位） ワッキー&スミッコ | ●        | ○        | 緑チーム（4位） 照英&西山茉希     |
| 準決勝 | 赤チーム（2位） 照英&西山茉希     | ○        | ●        | 緑チーム（4位） ワッキー&スミッコ |
| 決勝   | 赤チーム（2位） ワッキー&スミッコ | ●        | ○        | 黄チーム（1位） 照英&西山茉希     |

### 最終結果
総合優勝
黄チーム
MVP
脇菜々香、鈴木純一朗
受賞理由：「ギリギリ!スケルトンバトル」を盛り上げたから

## Dreaming〜時空をこえる希望の歌〜
番組名
ETV50 天才てれびくんMAXスペシャル in NHKホール Dreaming〜時空をこえる希望の歌〜
放送日時
- 初回放送
  - 2009年09月22日 火曜09:00 - 10:15 国民の休日
- 再放送
  - 2009年12月31日 木曜09:15 - 10:30 大晦日
  - 2019年01月27日 日曜15:30 - 16:45 お願い!編集長

公演会場
- 2009年8月01日 東京都渋谷区 NHKホール 番組収録  2回公演
入場者：5287人（1回目 2670人 / 2回目 2617人）
- 2009年8月12日 兵庫県神戸市中央区 神戸国際会館
入場者：3293人

出演者
- てれび戦士
  - 武田聖夜
  - 鎮西寿々歌
  - 齊藤稜駿
  - 脇菜々香
  - メロディー・チューバック
  - 長江崚行
  - 中村あやの
  - 水本凜
  - 木村遼
  - 上妻成吾
  - 鈴木純一朗
  - 白坂奈々
- 反乱軍
  - 藤井千帆
  - 千葉一磨
  - 荒木次元
  - 平田真優香
  - 渡辺青來
  - 伊藤元太
- 政府軍
  - ミス・ニシオカ（にしおかすみこ）
  - パー子（長谷川あかり）
  - ピー子（重本ことり）
  - プー子（鈴木美知代）
- 元反乱軍
  - 笠原拓巳
  - 加藤ジーナ
  - 鍋本帆乃香
- 卒業てれび戦士
  - 大沢あかね
  - 中田あすみ
  - 前田公輝
- その他
  - 照英
  - 西山茉希

歌
1. 「ダン!ドン!」中村あやの、水本凜、木村遼、長江崚行、上妻成吾、鈴木純一朗、鎮西寿々歌、白坂奈々
2. 「MY WINGS」脇菜々香、武田聖夜、齊藤稜駿
3. 「結の歌」千葉一磨、荒木次元、平田真優香、渡辺青來、伊藤元太
4. 「エンタ牢獄のテーマ」笠原拓巳、加藤ジーナ、鍋本帆乃香、前田公輝
5. 「恋は早いもの勝ち」大沢あかね、中田あすみ
6. 「夢のチカラ」Dreaming〜時空を超える希望の歌〜オールスターズ
7. 「Happy★Life」てれび戦士2009

スタッフ
- 脚本：アサダアツシ
- 音楽：塚田良平
- 振付：yoshi
- 美術：田部貢市
- CG制作：小室泰樹
- 技術：中橋孝雄
- 撮影：岩永裕二
- 照明：千葉聡文
- 音声：関口真司
- 音響効果：塚田大
- 編集：鵜飼美佳
- 演出：加藤上太郎、後藤剛
- 制作統括：大石淳

映像ソフト
- NHK DVD 天才てれびくんMAXスペシャル 夏イベ2009 Dreaming〜時空を超える希望の歌〜（2010年4月21日、日本コロムビア）JAN 4988001299806

出典

## 天てれヒストリー

### 概要
NHK教育テレビジョン開局50周年を記念した2009年の年間キャンペーン「ETV50」の一環として放送された天才てれびくんシリーズの歴史を振り返る特別企画。第2弾のMAX編では2010年の放送のため「ETV50」を冠していない。
2009年度の総合司会（照英、西山茉希、にしおかすみこ）の出演はなし。通常の番組コーナーを一切放送せず、34分の番組枠をすべて使って放送された。ナレーションは過去のメインCGキャラクターの声優が担当する。

### 祝!ETV50 緊急調査 天てれヒストリー
基礎情報
- 放送日時：2009年9月7日 月曜18:20 - 18:54
- ナレーション：千葉繁（てっちゃん、TKくん）
- 出典：[117]

天てれ学級
『天才てれびくん』『天才てれびくんワイド』の歴史を勉強するための学校の教室。
教壇に司会者。生徒役のてれび戦士は学校用教室机に着席している。
2009年度のてれび戦士は全員出席していない。
- 司会：あべこうじ、伊藤元太、白坂奈々
- 生徒：長谷川あかり、荒木次元、鈴木美知代、鍋本帆乃香、メロディー・チューバック、脇菜々香、中村あやの、水本凜、上妻成吾、鈴木純一朗、長江崚行

天才てれびくん 放送開始!
初期3年間（1993年度 - 1995年度）の特集。
- 天才てれびくん 初回放送（1993年4月5日）
2009年度は24人いるてれび戦士も当時は9人だけ。
初代MCはダチョウ倶楽部。
- ゆけゆけデンジャラス「リトルリーグの速球王と対決」（1993年度）
中学生時代の松坂大輔が出演。
- 初代てれび戦士 小林一裕 特集

初代てれび戦士を調査!
荒木次元、鈴木美知代、鍋本帆乃香の3人が初代てれび戦士の小林一裕を調査。
2009年現在、小林一裕は25歳、地元のレンタカー店で働いている。
フットサルコートで小林一裕にインタビュー。
天てれマニア大集合!
2003年度から「天てれ」を全部録画している16歳女子。
自慢の天てれノートには番組の内容やてれび戦士のセリフがびっしり、その数は20冊。
天才てれびくん成長期（1996〜1998年度）
- 笑わん殿下（1997年度）
- 子連れ狼（1997年度）

2代目MCキャイ〜ンに直撃取材!
メロディー・チューバック、水本凜、上妻成吾の3人が2代目MCキャイ〜ンを取材。
現役てれび戦士3人と天野ひろゆきが「キャイ〜ンポーズ」。
ウドさんがいないと尋ねると「子連れ狼」の格好をしたウド鈴木と饗場詩野が登場。
笑わん殿下2009
「笑わん殿下」の復活版。モノマネで笑わん殿下（ウド鈴木）を笑わせる。
- 上妻成吾「殺陣（斜め、縦）」
- 水本凜「ワンタッチ傘」
- メロディー・チューバック「宇宙人」
- 饗場詩野「ウドさんがスタジオに遅刻したときのモノマネ」

先輩てれび戦士からのメッセージ
大沢あかねからのメッセージ。
緊急ニュース!
『初代無印』『ワイド』の「ミュージックてれびくん」特集。
- 極楽はどこだ（1998年度）
- YAKINIC GO GO（1998年度）
- カーマは気まぐれ（1999年度）

天てれマニア大集合!
2007年からのMTKを振り付きで歌える11歳女子と8歳女子のいとこコンビ。
天才てれびくんワイド（1999〜2002年度）
- 3代目MC 山崎邦正 リサ・ステッグマイヤー
- 大型プロジェクト
  - 天てれハウス（2001年9月）
  - ファッションウェーブ（2002年1月31日）
  - シンガポール（2001年1月29日）
  - コスタリカ（2001年1月31日）
  - イタリア（2000年2月9日）
- ことばの王国（1999年度）
- なりきりシンガーズ（2000年度）

天てれマニア大集合!
雑誌の切り抜きなどのてれび戦士に関するグッズを集める12歳女子と7歳女子3人の4姉妹。
宝物はファンレターを送った白坂奈々からの返事の手紙。
復活!なりきりシンガーズ!
「なりきりシンガーズ」の復活版。歌唱パートがエンディングテーマを兼ねる。
- 司会：清水ミチコ
- てれび戦士：長谷川あかり、脇菜々香、中村あやの、長江崚行、鈴木純一郎
- 歌唱曲：ポルノグラフィティ「ミュージック・アワー」

### 新春特別企画!天てれヒストリーMAX編
基礎情報
- 放送日時：2010年1月6日 水曜18:20 - 18:54
- 進行スタジオ：正月飾りとこたつのある和室
- 特別MC：TIM
- スタジオ出演：笠原拓巳、千葉一磨、加藤ジーナ、平田真優香、長江崚行、鎮西寿々歌
- ナレーション：久嶋志帆（おんつ8世、もんじ）
- 出典：[118]

天才てれびくんMAX 初回放送
2003年4月7日放送。TIMの初登場シーン。
天才てれびくんMAX 爆笑コーナー集〜その1〜
- 天てれ大喜利（2004年度）
- 気合一発!全身書道塾（2005年度）
- こちら「週刊天てれ」編集部（2004年度）
- レーシー兄弟についてのスタジオトーク

笠原拓巳 初登場
2005年度の笠原拓巳特集。
天才てれびくんMAX なつかしのMTK〜その1〜
- 誕生日のうた（2004年度）
- サンデーモーニング（2003年度）

天才てれびくんMAX 卒業生同窓会〜前編〜
とあるカフェで行われた2003年度（『MAX』初年度）番組レギュラー同窓会。
- 司会：TIM
- 卒業てれび戦士：山元竜一、村田ちひろ、中村有沙、飯田里穂、堀江幸生
- 前編テーマ：思い出編

天才てれびくんMAX アノ人たちの思い出!?
2007年度 - 2008年度MC、安田大サーカスが番組の思い出を語る。
天才てれびくんMAX 爆笑コーナー集〜その2〜
- あるある川柳（2003年度）
- 死語20世紀（2003年度）
- 天てれ顔相撲（2003年度）

天てれ顔相撲2010
「天てれ顔相撲」の復活版。2009年度加入の女子メンバーが横綱ゴルゴに挑む。
- 鎮西寿々歌 - 負け
- 平田真優香 - 勝ち

天才てれびくんMAX 卒業生同窓会〜後編〜
前編と同じメンバーで行われた同窓会の続き。
- 後編テーマ：将来の夢編

天才てれびくんMAX なつかしのMTK〜その2〜
- 未来船ゴー（2004年度）
- Go!Go!たまご丼（2003年度）

天才てれびくんMAX 天てれ部活動 感動名場面
- 天てれ女子一輪車部（2006年度）
- 天てれ冒険部（2006年度）

エンディングテーマ
- good day（2003年度）